# Rusland op de Olympische Zomerspelen 2012
Rusland nam deel aan de Olympische Zomerspelen 2012 in Londen, Verenigd Koninkrijk.

## Medailleoverzicht
| Sport            | Olympiër | Onderdeel                | Medaille |
| ---------------- | --- | ------------------------ | -------- |
| Atletiek         | Sergej Kirdjapkin | 50km snelwandelen (m)    | Goud     |
| Atletiek         | Ivan Oechov | hoogspringen (m)         | Goud     |
| Atletiek         | Maria Savinova | 800m (v)                 | Goud     |
| Atletiek         | Natalja Antjoech | 400m horden (v)          | Goud     |
| Atletiek         | Joelia Zaripova | 3000m steeplechase (v)   | Goud     |
| Atletiek         | Jelena Lasjmanova | 20km snelwandelen (v)    | Goud     |
| Atletiek         | Anna Tsjitsjerova | hoogspringen (v)         | Goud     |
| Atletiek         | Tatjana Lysenko | kogelslingeren (v)       | Goud     |
| Boksen           | Jegor Mechontsjev | -81kg (m)                | Goud     |
| Gymnastiek       | Jevgenia Kanajeva | ritmisch individueel (v) | Goud     |
| Gymnastiek       | Anastasia Bliznyuk Uliana Donskova Ksenia Dudkina Alina Makarenko Anastasia Nazarenko Karolina Sevastyanova                                                                                      | ritmisch team (v)        | Goud     |
| Gymnastiek       | Alja Moestafina | brug (v)                 | Goud     |
| Judo             | Arsen Galstjan | -60kg (m)                | Goud     |
| Judo             | Mansoer Isajev | -73kg (m)                | Goud     |
| Judo             | Tagir Chajboelajev | -100kg (m)               | Goud     |
| Kanovaren        | Alexander Djatsjenko Joeri Postrigaj | K-2 200m (m)             | Goud     |
| Schoonspringen   | Ilia Zacharov | 3m plank (m)             | Goud     |
| Synchroonzwemmen | Natalia Istsjenko Svetlana Romasjina | duet                     | Goud     |
| Synchroonzwemmen | Anastasia Davydova Maria Gromova Natalia Ischenko Elvira Khasyanova Daria Korobova Alexandra Patskevich Svetlana Romashina Alla Shishkina Angelika Timanina                                      | team                     |          |
| Volleybal        | Nikolay Apalikov Yury Berezhko Aleksandr Butko Sergey Grankin Dmitry Ilinikh Taras Khtey Maksim Mikhaylov Dmitry Muserskiy Aleksey Obmochaev Aleksandr Sokolov Sergey Tetyukhin Aleksandr Volkov | zaal (m)                 |          |
| Worstelen        | Roman Vlasov | -74kg Grieks-Romeins (m) |          |
| Worstelen        | Alan Choegajev | -84kg Grieks-Romeins (m) |          |
| Worstelen        | Dzjamal Otarsoeltanov | -55kg vrije stijl (m)    |          |
| Worstelen        | Natalja Vorobjeva | -72kg vrije stijl (v)    |          |
| Atletiek         | estafetteteam | 4x400m (v)               | Zilver   |
| Atletiek         | Olga Kaniskina | 20km snelwandelen (v)    | Zilver   |
| Atletiek         | Darja Pisjtsjalnikova | discuswerpen (v)         | Zilver   |
| Atletiek         | Jelena Sokolova | verspringen (v)          | Zilver   |
| Boksen           | Sofia Otsjigava | -60kg (m)                | Zilver   |
| Boksen           | Nadezda Torlopova | -75kg (m)                | Zilver   |
| Gewichtheffen    | Apti Aoechadov | -85kg (m)                | Zilver   |
| Gewichtheffen    | Aleksandr Ivanov | -94kg (m)                | Zilver   |
| Gewichtheffen    | Svetlana Tsaroekajeva | -63kg (v)                | Zilver   |
| Gewichtheffen    | Natalja Zabolotnaja | -75kg (v)                | Zilver   |
| Gewichtheffen    | Tatiana Kasjirina | +75kg (v)                | Zilver   |
| Gymnastiek       | Darja Dmitrjeva | ritmisch individueel (v) | Zilver   |
| Gymnastiek       | Dmitri Oesjakov | trampoline (m)           | Zilver   |
| Gymnastiek       | Denis Abljazin | sprong (m)               | Zilver   |
| Gymnastiek       | Viktoria Komova | individuele meerkamp (v) | Zilver   |
| Gymnastiek       | Ksenia Afanasjeva Anastasia Grishina Viktoria Komova Alja Moestafina Maria Paseka | meerkamp team (v)        | Zilver   |
| Judo             | Aleksandr Michailin | +100kg (m)               | Zilver   |
| Kanovaren        | Ivan Sjtyl | C-1 200m (m)             | Zilver   |
| Schermen         | Inna Deriglazova Kamilla Gafoerzianova Larissa Korobejnikova Aida Sjanajeva | floret team (v)          | Zilver   |
| Schermen         | Sofja Velikaja | floret team (v)          | Zilver   |
| Schoonspringen   | Jevgeni Koeznetsjov Ilia Zacharov | 3m plank synchroon (m)   |          |
| Tennis           | Maria Sjarapova | enkelspel (v)            |          |
| Worstelen        | Roestam Totrov | -96kg Grieks-Romeins (m) |          |
| Worstelen        | Besik Koedoechov | -60kg vrije stijl (v)    |          |
| Zwemmen          | Jevgeni Korotysjkin | 100m vlinderslag (m)     |          |
| Zwemmen          | Anastasia Zoejeva | 200m rugslag (v)         |          |
| Atletiek         | Jekaterina Poistogova | 800m (v)                 | Brons    |
| Atletiek         | Svetlana Sjkolina | hoogspringen (v)         | Brons    |
| Atletiek         | Jelena Isinbajeva | polsstokhoogspringen (v) | Brons    |
| Atletiek         | Tatjana Tsjernova | zevenkamp (v)            | Brons    |
| Atletiek         | Tatjana Petrova | marathon (v)             | Brons    |
| Badminton        | Valeria Sorokina Nina Vislova | dubbelspel (v)           | Brons    |
| Basketbal        | Semyon Antonov Vitaly Fridzon Sergey Karasev Sasha Kaun Dmitry Khvostov Viktor Khryapa Andrei Kirilenko Sergei Monia Timofey Mozgov Anton Ponkrashov Alexey Shved Evgeny Voronov                 | mannen                   | Brons    |
| Boksen           | David Ajrapetjan | -49kg (m)                | Brons    |
| Boksen           | Misha Alojan | -52kg (m)                | Brons    |
| Boksen           | Andrei Zamkovoy | -69kg (m)                | Brons    |
| Gewichtheffen    | Ruslan Albegov | +105kg (m)               | Brons    |
| Gymnastiek       | Denis Abljazin | vloer (m)                | Brons    |
| Gymnastiek       | Maria Paseka | sprong (v)               | Brons    |
| Gymnastiek       | Alja Moestafina | vloer (v)                | Brons    |
| Gymnastiek       | Alja Moestafina | individuele meerkamp (v) | Brons    |
| Judo             | Ivan Nifontov | -81kg (m)                | Brons    |
| Kanovaren        | Alexej Korovasjkov Ilja Pervoechin | C-2 1000m (m)            | Brons    |
| Schermen         | Nikolaj Kovaljov | sabel (m)                | Brons    |
| Schietsport      | Vasily Mosin | dubbeltrap (m)           | Brons    |
| Taekwondo        | Aleksej Denisenko | -58kg (m)                | Brons    |
| Taekwondo        | Anastasia Barisjnikova | +67kg (v                 | Brons    |
| Tennis           | Maria Kirilenko Nadja Petrova | dubbelspel (v)           | Brons    |
| Wielersport      | Olga Zabelinskaja | tijdrit (v)              | Brons    |
| Wielersport      | Olga Zabelinskaja | wegwedstrijd (v)         | Brons    |
| Worstelen        | Mingijan Semenov | -55kg Grieks-Romeins (m) | Brons    |
| Worstelen        | Zaoer Koeramagomedov | -60kg Grieks-Romeins (m) | Brons    |
| Worstelen        | Denis Tsargoesj | -74kg vrije stijl (m)    |          |
| Worstelen        | Biljal Machov | -120kg vrije stijl (m)   |          |
| Worstelen        | Loebov Volosova | -63kg vrije stijl (v)    |          |
| Zwemmen          | Joelia Jefimova | 200m schoolslag (v)      |          |
| Zwemmen          | Sergey Fesikov Andrey Grechin Danila Izotov Yevgeny Lagunov Nikita Lobintsev Vladimir Morozov | 4x100m vrije slag (m)    |          |

## Deelnemers en resultaten
(m) = mannen, (v) = vrouwen

### Atletiek
| Olympiër | Onderdeel                | Resultaat | Prestatie |
| --- | ------------------------ | --------- | --- |
| Maksim Dyldin | 400m (m)                 | DSQ       | serie 1: 3de in 45,52 halve finale 2: 5de in 45,39 |
| Pavel Trenikhin                                                                                                  | 400m (m)                 | 16e       | serie 3: 3de in 45,00 halve finale 1: 7de in 45,35 |
| Yury Borzakovsky                                                                                                 | 800m (m)                 | 10e       | serie 4: 5de in 1.46,29 halve finale 2: 5de in 1.45,09 |
| Ivan Tukhtachov                                                                                                  | 800m (m)                 | 43e       | serie 1: 6de in 1.49,77 |
| Yegor Nikolayev                                                                                                  | 1500m (m)                | 15e       | serie 1: 11de in 3.38,92 halve finale 2: 10de in 3.37,28 |
| Aleksey Dryomin                                                                                                  | 110m horden (m)          | 32e       | serie 5: 7de in 13,75 |
| Konstantin Shabanov                                                                                              | 110m horden (m)          | 21e       | serie 3: 3de in 13,63 halve finale 2: 8ste in 13,65 |
| Sergey Shubenkov                                                                                                 | 110m horden (m)          | 11e       | serie 1: 1ste in 13,26 halve finale 3: 6de in 13,41 |
| Vyacheslav Sakayev                                                                                               | 400m horden (m)          | 37e       | serie 4: 7de in 50,36 |
| Nikolay Chavkin                                                                                                  | 3000m steeplechase (m)   | 22e       | serie 2: 5de in 8.29,72 |
| Denis Alekseyev Maksim Dyldin Vladimir Krasnov Pavel Trenikhin                                                   | 4x400m (m)               | DSQ       | serie 2: 3de in 3.02,01 halve finale 2: 5de in 3.00,09 |
| Georgy Andreyev                                                                                                  | marathon (m)             | 37e       | 2:18.20 |
| Aleksey Reunkov                                                                                                  | marathon (m)             | 14e       | 2:13.49 |
| Dmitry Safronov                                                                                                  | marathon (m)             | 23e       | 2:16.04 |
| Valery Borchin                                                                                                   | 20km snelwandelen (m)    | DSQ       | gediskwalificeerd |
| Vladimir Kanaykin                                                                                                | 20km snelwandelen (m)    | DSQ       | gediskwalificeerd |
| Andrey Krivov | 20km snelwandelen (m)    | 37e       | 1:24.17 |
| Sergey Bakulin                                                                                                   | 50km snelwandelen (m)    | DSQ       | 3:38.55 |
| Sergey Kirdyapkin                                                                                                | 50km snelwandelen (m)    | DSQ       | 3:35.59 |
| Igor Yerokhin | 50km snelwandelen (m)    | DSQ       | 3:37.54 |
| Aleksandr Menkov                                                                                                 | verspringen (m)          | 11e       | kwalificatie groep A: 2de met 8,09m finale: 11de met 7,78m |
| Sergey Morgunov                                                                                                  | verspringen (m)          | 16e       | kwalificatie groep B: 6de met 7,87m |
| Aleksandr Petrov                                                                                                 | verspringen (m)          | 15e       | kwalificatie groep B: 5de met 7,89m |
| Lyukman Adams | hink-stap-springen (m)   | DSQ       | kwalificatie groep A: 3de met 16,88m finale: 9de met 16,78m |
| Andrey Silnov | hoogspringen (m)         | 11e       | kwalificatie groep A: 6de met 2,26m finale: 11de met 2,25m |
| Aleksandr Shustov                                                                                                | hoogspringen (m)         | 14e       | kwalificatie groep A: 8ste met 2,26m |
| Ivan Ukhov | hoogspringen (m)         | DSQ       | kwalificatie groep B: 2de met 2,29m finale: 1ste met 2,38m |
| Sergey Kucheryanu                                                                                                | polsstokhoogspringen (m) | 15e       | kwalificatie groep B: 8ste met 5,50m |
| Yevgeny Lukyanenko                                                                                               | polsstokhoogspringen (m) | 4e        | kwalificatie groep A: 2de met 5,60m finale: 4de met 5,75m |
| Dmitry Starodubtsev                                                                                              | polsstokhoogspringen (m) | DSQ       | kwalificatie groep B: 4de met 5,60m finale: 4de met 5,75m |
| Maksim Sidorov                                                                                                   | kogelstoten (m)          | 11e       | kwalificatie groep B: 5de met 20,40m finale: 11de met 20,41m |
| Soslan Tsirikhov                                                                                                 | kogelstoten (m)          | 13e       | kwalificatie groep A: 7de met 20,17m |
| Bogdan Pishchalnikov                                                                                             | discuswerpen (m)         | 15e       | kwalificatie groep B: 8ste met 63,15m |
| Ilya Korotkov | speerwerpen (m)          | 32e       | kwalificatie groep A: 18de met 75,68m |
| Kirill Ikonnikov                                                                                                 | kogelslingeren (m)       | 11e       | kwalificatie groep A: 5de met 76,85m finale: 5de met 76,86m |
| Aleksey Zagorny                                                                                                  | kogelslingeren (m)       | 21e       | kwalificatie groep B: 11de met 72,52m |
| Ilya Shkurenyov                                                                                                  | tienkamp (m)             | 16e       | 100m: 18de in 11,01 verspringen: 13de met 7,25m kogelstoten: 29ste met 12,89m hoogspringen: 9de met 2,02m 400m: 17de in 49,81 110m horden: 12de in 14,39 discuswerpen: 21ste met 43,51m polsstokhoogspringen: 4de met 5,10m speerwerpen: 22ste met 53,81m 1500m: 19de in 4.42,80 totaal: 7948 punten |
| Sergey Sviridov                                                                                                  | tienkamp (m)             | 8e        | 100m: 9de in 10,78 verspringen: 9de met 7,45m kogelstoten: 16de met 14,42m hoogspringen: 10de met 1,99m 400m: 13de in 48,91 110m horden: 25ste in 15,42 discuswerpen: 4de met 47,43m polsstokhoogspringen: 15de met 4,60m speerwerpen: 2de met 68,42m 1500m: 10de in 4.36,63 totaal: 8219 punten     |
| |                          |           | |
| Olga Belkina | 100m (v)                 | 30e       | serie 2: 4de in 11,38 |
| Aleksandra Fedoriva                                                                                              | 200m (v)                 | 12e       | serie 1: 2de in 22,61 halve finale 3: 3de in 23,65 |
| Nataliya Rusakova                                                                                                | 200m (v)                 | 33e       | serie 5: 6de in 23,40 |
| Yelizaveta Savlinis                                                                                              | 200m (v)                 | 27e       | serie 2: 5de in 23,23 |
| Yuliya Gushchina                                                                                                 | 400m (v)                 | 15e       | serie 7: 2de in 51,54 halve finale 1: 4de in 51,66 |
| Antonina Krivoshapka                                                                                             | 400m (v)                 | DSQ       | serie 5: 1ste in 50,75 halve finale 3: 1ste in 49,81 finale: 6de in 50,17 |
| Yelena Arzhakova                                                                                                 | 800m (v)                 | DSQ       | serie 5: 2de in 2.08,39 halve finale 2: 2de in 1.58,13 finale: 6de in 1.59,21 |
| Yekaterina Poistogova                                                                                            | 800m (v)                 | Zilver    | serie 6: 2de in 2.01,08 halve finale 1: 2de in 1.59,45 finale: 2de in 1.57,53 |
| Mariya Savinova                                                                                                  | 800m (v)                 | DSQ       | serie 2: 1ste in 2.01,56 halve finale 3: 1ste in 1.58,57 finale: 1ste in 1.56,19 |
| Yekaterina Kostetskaya                                                                                           | 1500m (v)                | DSQ       | serie 3: 4de in 4.06,94 halve finale 1: 2de in 4.05,32 finale: 9de in 4.12,90 |
| Yekaterina Martynova                                                                                             | 1500m (v)                | DSQ       | serie 2: 7de in 4.13,86 |
| Tatyana Tomashova                                                                                                | 1500m (v)                | DSQ       | serie 1: 2de in 4.05,10 halve finale 2: 3de in 4.02,10 finale: 2de in 4.10,90 |
| Olga Golovkina                                                                                                   | 5000m (v)                | 9e        | serie 1: 4de in 15.05,26 finale: 9de in 15.17,88 |
| Yelena Nagovitsyna                                                                                               | 5000m (v)                | 13e       | serie 2: 6de in 15.02,80 finale: 13de in 15.21,38 |
| Yelizaveta Grechishnikova                                                                                        | 10000m (v)               | DSQ       | 32.11,32 |
| Tatyana Dektyareva                                                                                               | 100m horden (v)          | 8e        | serie 3: 2de in 13,87 halve finale 3: 4de in 12,75 |
| Yekaterina Galitskaya                                                                                            | 100m horden (v)          | DSQ       | serie 4: 3de in 12,89 halve finale 1: 5de in 12,90 |
| Yuliya Kondakova                                                                                                 | 100m horden (v)          | DSQ       | serie 6: 4de in 13,10 halve finale 2: 6de in 13,13 |
| Nataliya Antyukh                                                                                                 | 400m horden (v)          | DSQ       | serie 2: 1ste in 53,90 halve finale 1: 1ste in 53,30 finale: 1ste in 52,70 |
| Yelena Churakova                                                                                                 | 400m horden (v)          | 12e       | serie 3: 4de in 55,26 halve finale 3: 5de in 55,70 |
| Irina Davydova                                                                                                   | 400m horden (v)          | 15e       | serie 4: 3de in 55,55 halve finale 2: 5de in 55,86 |
| Gulnara Galkina                                                                                                  | 3000m steeplechase (v)   | DNF       | serie 1: 5de in 9.28,76 finale: niet gefinisht |
| Yelena Orlova | 3000m steeplechase (v)   | 16e       | serie 2: 6de in 9.33,14 |
| Yuliya Zaripova                                                                                                  | 3000m steeplechase (v)   | DSQ       | serie 3: 2de in 9.25,68 finale: 1ste in 9.06,72 |
| Olga Belkina Aleksandra Fedoriva Nataliya Rusakova Yelizaveta Savlinis                                           | 4x100m (v)               | 12e       | serie 2: 6de in 43,24 |
| Nataliya Antyukh Tatyana Firova Yuliya Gushchina Anastasiya Kapachinskaya Antonina Krivoshapka Nataliya Nazarova | 4x400m (v)               | 12e       | serie 2: 2de in 3.23,11 finale: 2de in 3.20,23 |
| Albina Ivanova-Mayorova                                                                                          | marathon (v)             | 8e        | 2:25.38 |
| Tatyana Petrova-Arkhipova                                                                                        | marathon (v)             | Brons     | 2:23.29 |
| Liliya Shobukhova                                                                                                | marathon (v)             | DSQ       | gediskwalificeerd |
| Olga Kaniskina                                                                                                   | 20km snelwandelen (v)    | DSQ       | 1:25.09 |
| Anisya Kirdyapkina                                                                                               | 20km snelwandelen (v)    | DSQ       | 1:26.26 |
| Yelena Lashmanova                                                                                                | 20km snelwandelen (v)    | DSQ       | 1:25.02 |
| Lyudmila Kolchanova                                                                                              | verspringen (v)          | 4e        | kwalificatie groep A: 5de met 6,57m finale: 4de met 6,76m |
| Anna Nazarova | verspringen (v)          | DSQ       | kwalificatie groep B: 3de met 6,62m finale: 5de met 6,77m |
| Yelena Sokolova                                                                                                  | verspringen (v)          | Zilver    | kwalificatie groep A: 3de met 6,71m finale: 2de met 7,07m |
| Tatyana Lebedeva                                                                                                 | hink-stap-springen (v)   | 9e        | kwalificatie groep A: 4de met 14,30m finale: 9de met 14,11m |
| Veronika Mosina                                                                                                  | hink-stap-springen (v)   | 17e       | kwalificatie groep B: 9de met 13,96m |
| Viktoriya Valyukevich                                                                                            | hink-stap-springen (v)   | DSQ       | kwalificatie groep A: 6de met 14,19m finale: 8ste met 14,24m |
| Anna Chicherova                                                                                                  | hoogspringen (v)         | Goud      | kwalificatie groep A: 1ste met 1,93m finale: 1ste met 2,05m |
| Irina Gordeyeva                                                                                                  | hoogspringen (v)         | 9e        | kwalificatie groep B: 5de met 1,93m finale: 9de met 1,93m |
| Svetlana Shkolina                                                                                                | hoogspringen (v)         | DSQ       | kwalificatie groep B: 2de met 1,93m finale: 2de met 2,03m |
| Svetlana Feofanova                                                                                               | polsstokhoogspringen (v) | DNF       | kwalificatie groep B: geen geldige poging |
| Yelena Isinbayeva                                                                                                | polsstokhoogspringen (v) | Brons     | kwalificatie groep B: 1ste met 4,55m finale: 3de met 4,70m |
| Anastasiya Savchenko                                                                                             | polsstokhoogspringen (v) | 25e       | kwalificatie groep A: 16de met 4,25m |
| Anna Avdeyeva | kogelstoten (v)          | 22e       | kwalificatie groep A:13de met 17,47m |
| Yevgeniya Kolodko                                                                                                | kogelstoten (v)          | DSQ       | kwalificatie groep B: 1ste met 19,31m finale: 3de met 20,48m |
| Irina Tarasova                                                                                                   | kogelstoten (v)          | DSQ       | kwalificatie groep B: 4de met 18,76m finale: 9de met 19,00m |
| Vera Ganeyeva | discuswerpen (v)         | DSQ       | kwalificatie groep A: 11de met 59,90m |
| Darya Pishchalnikova                                                                                             | discuswerpen (v)         | DSQ       | kwalificatie groep A: 2de met 65,02m finale: 2de met 67,56m |
| Svetlana Saykina                                                                                                 | discuswerpen (v)         | 16e       | kwalificatie groep B: 10de met 60,67m |
| Mariya Abakumova                                                                                                 | speerwerpen (v)          | DSQ       | kwalificatie groep B: 3de met 63,25m finale: 10de met 59,34m |
| Mariya Bespalova                                                                                                 | kogelslingeren (v)       | DSQ       | kwalificatie groep B: 3de met 73,56m finale: 11de met 71,13m |
| Gulfiya Khanafeyeva                                                                                              | kogelslingeren (v)       | DSQ       | kwalificatie groep B: 8ste met 69,43m |
| Tatyana Lysenko                                                                                                  | kogelslingeren (v)       | DSQ       | kwalificatie groep A: 3de met 74,43m finale: 1ste met 78,18m |
| Tatyana Chernova                                                                                                 | zevenkamp (v)            | DSQ       | gediskwalificeerd |
| Olga Kurban | zevenkamp (v)            | 18e       | 100m horden: 19de in 13,56 hoogspringen: 18de met 1,80m kogelstoten: 16de met 13,71m 200m: 8ste in 23,88 verspringen: 24ste met 5,83m speerwerpen: 27ste met 40,36m 800m: 23ste in 2.19,82 totaal: 6084 punten                                                                                       |
| Kristina Savitskaya                                                                                              | zevenkamp (v)            | 6e        | 100m horden: 11de in 13,37 hoogspringen: 7de met 1,83m kogelstoten: 6de met 14,77m 200m: 17de in 24,45 verspringen: 6de met 6,21m speerwerpen: 21ste met 43,70m 800m: 9de in 2.12,27 totaal: 6452 punten                                                                                             |

### Badminton
| Olympiër                      | Onderdeel      | Resultaat | Prestatie |
| ----------------------------- | -------------- | --------- | --- |
| Vladimir Ivanov               | enkelspel (m)  | 17e       | groep H: 2de V van KOR Son: 0-2 (15-21, 19-21) W van TPE Hsu: 2-0 (21-15, 21-13) |
| Vladimir Ivanov Ivan Sozonov  | dubbelspel (m) | 9e        | groep C: 3de V van DEN Boe/Mogensen: 1-2 (21-16, 19-21, 14-21) V van CHN Chai/Guo: 0-2 (21-23, 15-21) W van RSA Lance James/Viljoen: 2-0 (21-13, 21-15) |
|                               |                |           | |
| Anastasia Prokopenko          | enkelspel (v)  | 17e       | groep G: 2de W van POL Augustyn: 2-0 (21-16, 21-17) V van DEN Baun: 1-2 (21-19, 15-21, 16-21) |
| Valeria Sorokina Nina Vislova | dubbelspel (v) | Brons     | groep A: 3de V van CHN Wang/Yu: 0-2 (6-21, 9-21) V van KOR Jung/Kim: 0-2 (21-23, 18-21) W van CAN Bruce/Li: 2-0 (21-8, 21-10) kwartfinale: W van RSA Edwards/Viljoen: 2-0 (21-9, 21-7) halve finale: V van CHN Tian/Zhao: 0-2 (19-21, 6-21) bronzen finale: W van CAN Bruce/Li: 2-0 (21-9, 21-10) |
|                               |                |           | |
| Valeria Sorokina Nina Vislova | dubbelspel (g) | 9e        | groep A: 3de W van GBR Adcock/Bankier: 2-1 (14-21, 21-9, 21-18) V van CHN Zhang/Zhao: 0-2 (9-21, 18-21) V van GER Fuchs/Michels: 1-2 (18-21, 21-12, 19-21) |

### Basketbal

#### Mannen
| Olympiër | Onderdeel | Resultaat | Prestatie |
| --- | --------- | --------- | --- |
| Semyon Antonov Vitaly Fridzon Sergey Karasev Sasha Kaun Dmitry Khvostov Viktor Khryapa Andrei Kirilenko Sergei Monia Timofey Mozgov Anton Ponkrashov Alexey Shved Evgeny Voronov | mannen    | Brons     | groep B: 1ste W van Groot-Brittannië: 95-75 W van China: 73-54 W van Brazilië: 75-74 W van Spanje: 77-74 V van Australië: 80-82 kwartfinale: W van Litouwen: 83-74 halve finale: V van Spanje: 59-67 bronzen finale: W van Argentinië: 81-77 |

| Groep B |                  |             |             |             |            |            |            |        |
| #       | Land             | Wedstrijden | Wedstrijden | Wedstrijden | Doelpunten | Doelpunten | Doelpunten | Punten |
| #       | Land             | G           | W           | V           | V          | T          | Saldo      | Punten |
| 1       | Rusland          | 5           | 4           | 1           | 400        | 359        | +41        | 9      |
| 2       | Brazilië         | 5           | 4           | 1           | 402        | 349        | +53        | 9      |
| 3       | Spanje           | 5           | 3           | 2           | 414        | 394        | +20        | 8      |
| 4       | Australië        | 5           | 3           | 2           | 410        | 373        | +37        | 8      |
| 5       | Groot-Brittannië | 5           | 1           | 4           | 380        | 405        | -25        | 6      |
| 6       | China            | 5           | 0           | 5           | 313        | 439        | -126       | 5      |

| Ronde          | Datum  | Plaats     | Land  | Score            | Land |
| -------------- | ------ | ---------- | ----- | ---------------- | ---- |
| Groepsfase     |        |            |       |                  |      |
| 29 juli        | Londen | Rusland    | 95-75 | Groot-Brittannië |      |
| 31 juli        | Londen | China      | 54-73 | Rusland          |      |
| 2 augustus     | Londen | Brazilië   | 74-75 | Rusland          |      |
| 4 augustus     | Londen | Rusland    | 77-74 | Spanje           |      |
| 6 augustus     | Londen | Australië  | 82-80 | Rusland          |      |
| Kwartfinale    |        |            |       |                  |      |
| 8 augustus     | Londen | Rusland    | 83-74 | Litouwen         |      |
| Halve finale   |        |            |       |                  |      |
| 10 augustus    | Londen | Spanje     | 67-59 | Rusland          |      |
| Bronzen finale |        |            |       |                  |      |
| 12 augustus    | Londen | Argentinië | 77-81 | Rusland          |      |

#### Vrouwen
| Olympiër | Onderdeel | Resultaat | Prestatie |
| --- | --------- | --------- | --- |
| Olga Arteshina Yevgeniya Belyakova Yelena Danilochkina Nadezhda Grishayeva Becky Hammon Ilona Korstin Marina Kuzina Irina Osipova Anna Petrakova Nataliya Vieru Nataliya Vodopyanova Nataliya Zhedik | vrouwen   | 4e        | groep A: 3de W van Canada: 58-53 W van Brazilië: 69-59 W van Groot-Brittannië: 67-61 V van Australië: 66-70 V van Frankrijk: 54-65 kwartfinale: W van Turkije: 66-63 halve finale: V van Frankrijk: 64-81 bronzen finale: V van Australië: 74-83 |

| Groep A |                  |             |             |             |            |            |            |        |
| #       | Land             | Wedstrijden | Wedstrijden | Wedstrijden | Doelpunten | Doelpunten | Doelpunten | Punten |
| #       | Land             | G           | W           | V           | V          | T          | Saldo      | Punten |
| 1       | Frankrijk        | 5           | 5           | 0           | 356        | 319        | +37        | 10     |
| 2       | Australië        | 5           | 4           | 1           | 353        | 322        | +31        | 9      |
| 3       | Rusland          | 5           | 3           | 2           | 314        | 308        | +6         | 8      |
| 4       | Canada           | 5           | 2           | 3           | 328        | 332        | −4         | 7      |
| 5       | Brazilië         | 5           | 1           | 4           | 329        | 354        | −25        | 6      |
| 6       | Groot-Brittannië | 5           | 0           | 5           | 327        | 372        | −45        | 5      |

| Ronde          | Datum  | Plaats           | Land  | Score     | Land |
| -------------- | ------ | ---------------- | ----- | --------- | ---- |
| Groepsfase     |        |                  |       |           |      |
| 28 juli        | Londen | Canada           | 53-58 | Rusland   |      |
| 30 juli        | Londen | Rusland          | 69-59 | Brazilië  |      |
| 1 augustus     | Londen | Groot-Brittannië | 61-67 | Rusland   |      |
| 3 augustus     | Londen | Rusland          | 66-70 | Australië |      |
| 5 augustus     | Londen | Frankrijk        | 64-54 | Rusland   |      |
| Kwartfinale    |        |                  |       |           |      |
| 7 augustus     | Londen | Turkije          | 63-66 | Rusland   |      |
| Halve finale   |        |                  |       |           |      |
| 9 augustus     | Londen | Rusland          | 64-81 | Frankrijk |      |
| Bronzen finale |        |                  |       |           |      |
| 11 augustus    | Londen | Australië        | 83-74 | Rusland   |      |

### Boksen
| Olympiër          | Onderdeel | Resultaat | Prestatie |
| ----------------- | --------- | --------- | --- |
| David Ayrapetyan  | -49kg (m) | Brons     | 1ste ronde: vrij 2de ronde: W van PUR Ortiz: 15-13 kwartfinale: W van TUR Pehlivan: 19-11 halve finale: V van THA Pongprayoon: 12-13                                  |
| Mikhail Aloyan    | -52kg (m) | Brons     | 1ste ronde: vrij 2de ronde: W van ALG Brahimi: 14-9 kwartfinale: W van PUR Cintrón: 23-13 halve finale: V van MGL Nyambayar: 11-15                                    |
| Sergey Vodopyanov | -52kg (m) | 9e        | 1ste ronde: W van ARG Alberto Melián: 12-5 2de ronde: V van BRA de Jesus: 11-13                                                                                       |
| Andrey Zamkovoy   | -69kg (m) | Brons     | 1ste ronde: W van CHN Qiong: 16-11 2de ronde: W van IRL Nolan: 18-9 kwartfinale: W van USA Spence Jr.: 16-11 halve finale: V van KAZ Sapiyev: 12-18                   |
| Egor Mekhontsev   | -81kg (m) | Goud      | 1ste ronde: vrij 2de ronde: W van AUS Hooper: 18-11 kwartfinale: W van UZB Rasulov: 19-15 halve finale: W van BRA Falcão: 23-11 finale: W van KAZ Niyazymbetov: 15-15 |
| Artur Beterbiev   | -91kg (m) | 5e        | 1ste ronde: W van USA Hunter: 10-10 kwartfinale: V van UKR Usyk: 13-17                                                                                                |
| Magomed Omarov    | +91kg (m) | 5e        | 1ste ronde: W van USA Breazeale: 19-9 kwartfinale: V van AZE Majidov: 14-17                                                                                           |
|                   |           |           | |
| Elena Savelyeva   | -51kg (v) | 5e        | 1ste ronde: W van PRK Kim: 12-9 kwartfinale: V van CHN Cancan: 7-12                                                                                                   |
| Sofya Ochigava    | -60kg (v) | Zilver    | 1ste ronde: vrij kwartfinale: W van NZL Pritchard: 22-4 halve finale: W van BRA Araújo: 17-11 finale: V van IRL Taylor: 8-10                                          |
| Nadezda Torlopova | -75kg (v) | Zilver    | 1ste ronde: vrij kwartfinale: W van NGR Ogoke: 18-8 halve finale: W van CHN Li: 12-10 finale: V van USA Shields: 12-19                                                |

### Boogschieten
| Olympiër                                        | Onderdeel       | Resultaat | Prestatie |
| ----------------------------------------------- | --------------- | --------- | --- |
| Ksenia Perova                                   | individueel (v) | 5e        | kwalificatie: 9de met 659 punten 1ste ronde: W van EGY Kamel: 5-0 2de ronde: W van ITA Valeeva: 6-2 3de ronde: W van INA Rochmawati: 6-5 kwartfinale: V van KOR Ki: 4-6                                     |
| Inna Stepanova                                  | individueel (v) | 17e       | kwalificatie: 17de met 653 punten 1ste ronde: W van PHI Cabral: 7-1 2de ronde: V van JPN Hayakawa: 3-7 |
| Kristina Timofeeva                              | individueel (v) | 33e       | kwalificatie: 23ste met 650 punten 1ste ronde: V van GBR Folkard: 4-6 |
| Ksenia Perova Inna Stepanova Kristina Timofeeva | team (v)        | 4e        | plaatsingsronde: 6de met 1962 punten 1ste ronde: W van Groot-Brittannië: 215-208 kwartfinale: W van Chinees Taipei: 216-216 (28-26) halve finale: V van China: 207-208 bronzen finale: V van Japan: 207-209 |

### Gewichtheffen
| Olympiër             | Onderdeel  | Resultaat | Prestatie                                                        |
| -------------------- | ---------- | --------- | ---------------------------------------------------------------- |
| Apti Aukhadov        | -85kg (m)  | DSQ       | trekken: 2de met 175kg stoten: 2de met 210kg totaal: 385kg       |
| Andrey Demanov       | -94kg (m)  | DSQ       | trekken: 5de met 182kg stoten: 3de met 225kg totaal: 407kg       |
| Aleksandr Ivanov     | -94kg (m)  | DSQ       | trekken: 1ste met 185kg stoten: 4de met 224kg totaal: 409kg      |
| Khadzhimurat Akkaev  | -105kg (m) | DNS       | niet gestart                                                     |
| Dmitry Klokov        | -105kg (m) | DNS       | niet gestart                                                     |
| Ruslan Albegov       | +105kg (m) | DSQ       | trekken: 1ste met 208kg stoten: 4de met 240kg totaal: 448kg      |
|                      |            |           |                                                                  |
| Svetlana Tsarukaeva  | -63kg (v)  | DSQ       | trekken: 1ste met 112kg stoten: 4de met 125kg totaal: 237kg      |
| Nadezhda Evstyukhina | -75kg (v)  | DNF       | trekken: geen geldige poging                                     |
| Natalya Zabolotnaya  | -75kg (v)  | DSQ       | trekken: 1ste met 131kg stoten: 2de met 160kg totaal: 291kg      |
| Tatiana Kashirina    | +75kg (v)  | Zilver    | trekken: 1ste met 151kg (WR) stoten: 2de met 181kg totaal: 332kg |

### Gymnastiek
| Olympiër | Onderdeel                | Resultaat    | Prestatie |
| Ritmisch | Ritmisch                 | Ritmisch     | Ritmisch |
| --- | ------------------------ | ------------ | --- |
| Darja Dmitrjeva                                                                                               | individueel (v)          | Zilver       | kwalificatie: 2de hoepel: 1ste met 29,000 punten bal: 2de met 28,800 punten knotsen: 3de met 27,800 punten lint: 2de met 28,925 punten totaal: 114,525 punten finale: 2de hoepel: 2de met 28,300 punten bal: 2de met 28,350 punten knotsen: 2de met 28,750 punten lint: 1ste met 29,100 punten totaal: 114,500 punten |
| Jevgenia Kanajeva                                                                                             | individueel (v)          | Goud         | kwalificatie: 1ste hoepel: 2de met 28,100 punten bal: 1ste met 29,525 punten knotsen: 1ste met 28,975 punten lint: 1ste met 29,400 punten totaal: 116,000 punten finale: 1ste hoepel: 1ste met 29,350 punten bal: 1ste met 29,200 punten knotsen: 1ste met 29,450 punten lint: 2de met 28,900 punten totaal: 116,900 punten |
| Anastasia Bliznjoek Ksenia Doedkina Oeliana Donskova Alina Makarenko Anastasia Nazarenko Karolina Svastjanova | team (v)                 | Goud         | kwalificatie: 1ste bal: 1ste met 28,375 punten hoepel/knotsen: 1ste met 28,000 punten totaal: 56,375 punten finale: 1ste bal: 1ste met 28,700 punten hoepel/knotsen: 1ste met 28,300 punten totaal: 57,000 punten |
| Trampoline |                          |              | |
| Nikita Fedorenko                                                                                              | mannen                   | 6e           | kwalificatie: 8ste met 107,070 punten finale: 6de met 59,105 punten |
| Dmitry Ushakov                                                                                                | mannen                   | Zilver       | kwalificatie: 2de met 112,605 punten finale: 2de met 61,769 punten |
| |                          |              | |
| Victoria Voronina                                                                                             | vrouwen                  | 8e           | kwalificatie: 8ste met 100,995 punten finale: 8ste met 21,915 punten |
| Turnen |                          |              | |
| Denis Ablyazin                                                                                                | brug (m)                 | 71e          | kwalificatie: 71ste met 0,000 punten |
| Aleksandr Balandin                                                                                            | brug (m)                 | 26e          | kwalificatie: 26ste met 14,766 punten |
| David Belyavsky                                                                                               | brug (m)                 | 14e          | kwalificatie: 14de met 15,300 punten |
| Emin Garibov                                                                                                  | brug (m)                 | 6e           | kwalificatie: 4de met 15,600 punten finale: 6de met 15,300 punten |
| Aleksandr Balandin                                                                                            | paard voltige (m)        | 38e          | kwalificatie: 38ste met 13,733 punten |
| David Belyavsky                                                                                               | paard voltige (m)        | 7e           | kwalificatie: 7de met 14,900 punten finale: 7de met 14,733 punten |
| Emin Garibov                                                                                                  | paard voltige (m)        | 23e          | kwalificatie: 23ste met 14,233 punten |
| Igor Pakhomenko                                                                                               | paard voltige (m)        | 19e          | kwalificatie: 19de met 14,333 punten |
| Denis Ablyazin                                                                                                | rekstok (m)              | 49e          | kwalificatie: 49ste met 13,733 punten |
| David Belyavsky                                                                                               | rekstok (m)              | 19e          | kwalificatie: 19de met 14,866 punten |
| Emin Garibov                                                                                                  | rekstok (m)              | 7e           | kwalificatie: 6de met 15,566 punten finale: 7de met 15,333 punten |
| Igor Pakhomenko                                                                                               | rekstok (m)              | 44e          | kwalificatie: 44ste met 14,000 punten |
| Denis Ablyazin                                                                                                | ringen (m)               | 5e           | kwalificatie: 5de met 15,500 punten finale: 5de met 15,633 punten |
| Aleksandr Balandin                                                                                            | ringen (m)               | 4e           | kwalificatie: 3de met 15,666 punten finale: 4de met 15,666 punten |
| David Belyavsky                                                                                               | ringen (m)               | 43e          | kwalificatie: 43ste met 14,366 punten |
| Emin Garibov                                                                                                  | ringen (m)               | 30e          | kwalificatie: 30ste met 14,633 punten |
| Denis Ablyazin                                                                                                | sprong (m)               | Zilver       | kwalificatie: 1ste met 16,366 punten finale: 2de met 16,399 punten |
| Denis Ablyazin                                                                                                | vloer (m)                | Brons        | kwalificatie: 8ste met 15,433 punten finale: 3de met 15,800 punten |
| David Belyavsky                                                                                               | vloer (m)                | 18e          | kwalificatie: 18de met 15,100 punten |
| Emin Garibov                                                                                                  | vloer (m)                | 34e          | kwalificatie: 34ste met 14,533 punten |
| Igor Pakhomenko                                                                                               | vloer (m)                | 48e          | kwalificatie: 48ste met 14,066 punten |
| David Belyavsky                                                                                               | individuele meerkamp (m) | 5e           | kwalificatie: 2de brug: 6de met 15,300 punten paard voltige: 2de met 14,900 punten rekstok: 3de met 15,566 punten ringen: 22ste met 14,366 punten sprong: 2de met 16,300 punten vloer: 10de met 15,100 punten totaal: 90,832 punten finale: 5de brug: 10de met 15,166 punten paard voltige: 3de met 14,866 punten rekstok: 12de met 14,766 punten ringen: 9de met 14,833 punten sprong: 3de met 16,200 punten vloer: 15de met 14,466 punten totaal: 90,297 punten         |
| Emin Garibov                                                                                                  | individuele meerkamp (m) | 14e          | kwalificatie: 8ste brug: 2de met 15,600 punten paard voltige: 11de met 14,233 punten rekstok: 11de met 14,866 punten ringen: 14de met 14,633 punten sprong: 31ste met 15,233 punten vloer: 21ste met 14,533 punten totaal: 89,798 punten finale: 14de brug: 6de met 15,366 punten paard voltige: 11de met 14,233 punten rekstok: 18de met 14,233 punten ringen: 7de met 14,866 punten sprong: 21ste met 14,833 punten vloer: 14de met 14,475 punten totaal: 88,006 punten |
| Denis Ablyazin Aleksandr Balandin David Belyavsky Emin Garibov Igor Pakhomenko                                | meerkamp team (m)        | 6e           | kwalificatie: 2de brug: 3de met 45,666 punten paard voltige: 4de met 43,466 punten rekstok: 5de met 44,432 punten ringen: 1ste met 45,799 punten sprong: 3de met 48,166 punten vloer: 6de met 45,066 punten totaal: 272,592 punten finale: 6de brug: 8ste met 43,965 punten paard voltige: 6de met 42,299 punten rekstok: 5de met 45,033 punten ringen: 1ste met 46,132 punten sprong: 5de met 46,866 punten vloer: 2de met 45,308 punten totaal: 269,603 punten          |
| |                          |              | |
| Kseniya Afanasyeva                                                                                            | balk (v)                 | 5e           | kwalificatie: 7de met 15,066 punten finale: 5de met 14,583 punten |
| Anastasiya Grishina                                                                                           | balk (v)                 | 9e           | kwalificatie: 9de met 14,900 punten |
| Viktoriya Komova                                                                                              | balk (v)                 | 8e           | kwalificatie: 2de met 15,266 punten finale: 8ste met 13,166 punten |
| Aliya Mustafina                                                                                               | balk (v)                 | 12e          | kwalificatie: 12de met 14,700 punten |
| Anastasiya Grishina                                                                                           | brug (v)                 | 28e          | kwalificatie: 28ste met 14,033 punten |
| Viktoriya Komova                                                                                              | brug (v)                 | 5e           | kwalificatie: 3de met 15,833 punten finale: 5de met 15,666 punten |
| Aliya Mustafina                                                                                               | brug (v)                 | Goud         | kwalificatie: 5de met 15,700 punten finale: 1ste met 16,133 punten |
| Mariya Paseka                                                                                                 | brug (v)                 | 79e          | kwalificatie: 79ste met 0,000 punten |
| Mariya Paseka                                                                                                 | sprong (v)               | Brons        | kwalificatie: 3de met 15,049 punten finale: 3de met 15,050 punten |
| Kseniya Afanasyeva                                                                                            | vloer (v)                | 6e           | kwalificatie: 4de met 14,833 punten finale: 6de met 14,566 punten |
| Anastasiya Grishina                                                                                           | vloer (v)                | 21e          | kwalificatie: 21ste met 14,066 punten |
| Viktoriya Komova                                                                                              | vloer (v)                | 28e          | kwalificatie: 28ste met 13,900 punten |
| Aliya Mustafina                                                                                               | vloer (v)                | Brons        | kwalificatie: 8ste met 14,433 punten finale: 3de met 14,900 punten |
| Anastasiya Grishina                                                                                           | individuele meerkamp (v) | kwalificatie | kwalificatie: 12de balk: 5de met 14,900 punten brug: 21ste met 14,033 punten sprong: 22ste met 14,333 punten vloer: 12de met 14,066 punten totaal: 59,966 punten |
| Viktoriya Komova                                                                                              | individuele meerkamp (v) | Zilver       | kwalificatie: 1ste balk: 1ste met 15,266 punten brug: 1ste met 15,833 punten sprong: 4de met 15,633 punten vloer: 5de met 14,433 punten totaal: 60,632 punten finale: 2de balk: 2de met 15,441 punten brug: 2de met 15,966 punten sprong: 3de met 15,466 punten vloer: 3de met 15,100 punten totaal: 61,973 punten |
| Aliya Mustafina                                                                                               | individuele meerkamp (v) | Brons        | kwalificatie: 5de balk: 12de met 14,700 punten brug: 3de met 15,700 punten sprong: 6de met 15,133 punten vloer: 5de met 14,433 punten totaal: 57,332 punten finale: 2de balk: 18de met 13,633 punten brug: 1ste met 16,100 punten sprong: 5de met 15,233 punten vloer: 6de met 14,600 punten totaal: 59,566 punten |
| Ksenia Afanasjeva Anastasia Grishina Viktoria Komova Alja Moestafina Maria Paseka                             | meerkamp team (v)        | Zilver       | kwalificatie: 2de balk: 2de met 45,232 punten brug: 2de met 45,566 punten sprong: 2de met 46,299 punten vloer: 3de met 43,332 punten totaal: 180,429 punten finale: 2de balk: 3de met 44,399 punten brug: 2de met 46,166 punten sprong: 2de met 46,366 punten vloer: 6de met 41,599 punten totaal: 178,530 punten |

### Handbal
| Olympiër | Onderdeel | Resultaat | Prestatie |
| --- | --------- | --------- | --- |
| Irina Bliznova Lyudmila Bodniyeva Olga Chernoivanenko-Fomina Yekaterina Davydenko Tatyana Khmyrova Olga Levina Yekaterina Marennikova Nadezhda Muravyova Lyudmila Postnova Anna Sedoykina Nataliya Shipilova Mariya Sidorova Emiliya Turey Yekaterina Vetkova Viktoriya Zhilinskayte | vrouwen   | 8e        | groep A: 3de W van Angola: 30-27 W van Groot-Brittannië: 37-16 V van Kroatië: 28-30 W van Brazilië: 31-27 G van Montenegro: 25-25 kwartfinale: V van Zuid-Korea: 23-24 |

| Groep A |                  |             |             |             |             |            |            |            |        |
| #       | Land             | Wedstrijden | Wedstrijden | Wedstrijden | Wedstrijden | Doelpunten | Doelpunten | Doelpunten | Punten |
| #       | Land             | G           | W           | G           | V           | V          | T          | Saldo      | Punten |
| 1       | Brazilië         | 5           | 4           | 1           | 0           | 137        | 122        | +15        | 8      |
| 2       | Kroatië          | 5           | 4           | 0           | 1           | 145        | 115        | +30        | 8      |
| 3       | Rusland          | 5           | 3           | 1           | 1           | 151        | 125        | +26        | 7      |
| 4       | Montenegro       | 5           | 2           | 1           | 2           | 137        | 123        | +14        | 5      |
| 5       | Angola           | 5           | 1           | 0           | 4           | 132        | 142        | -10        | 2      |
| 6       | Groot-Brittannië | 5           | 0           | 0           | 5           | 91         | 166        | -75        | 0      |

| Ronde       | Datum  | Plaats           | Land  | Score      | Land |
| ----------- | ------ | ---------------- | ----- | ---------- | ---- |
| Groepsfase  |        |                  |       |            |      |
| 28 juli     | Londen | Rusland          | 30-27 | Angola     |      |
| 30 juli     | Londen | Groot-Brittannië | 16-37 | Rusland    |      |
| 1 augustus  | Londen | Rusland          | 28-30 | Kroatië    |      |
| 3 augustus  | Londen | Rusland          | 31-27 | Brazilië   |      |
| 5 augustus  | Londen | Montenegro       | 25-25 | Rusland    |      |
| Kwartfinale |        |                  |       |            |      |
| 7 augustus  | Londen | Rusland          | 23-24 | Zuid-Korea |      |

### Judo
| Olympiër            | Onderdeel  | Resultaat | Prestatie |
| ------------------- | ---------- | --------- | --- |
| Arsen Galstjan      | -60kg (m)  | Goud      | 1ste ronde: vrij 2de ronde: W van NIG Gourouza: waza-ari 3de ronde: W van MON Siccardi: waza-ari kwartfinale: W van KOR Choi: koka halve finale: W van UZB Sobirov: yuko finale: W van JPN Hiraoka: ippon                     |
| Musa Mogushkov      | -66kg (m)  | 17e       | 1ste ronde: vrij 2de ronde: V van AZE Karimov: yuko |
| Mansoer Isajev      | -73kg (m)  | Goud      | 1ste ronde: vrij 2de ronde: W van ESP Uematsu: yuko 3de ronde: W van AZE Orujov: ippon kwartfinale: W van MGL Nyam-Ochir: waza-ari halve finale: W van KOR Wang: yuko finale: W van JPN Nakaya: yuko                          |
| Ivan Nifontov       | -81kg (m)  | Brons     | 1ste ronde: vrij 2de ronde: W van IOA de Windt: ippon 3de ronde: W van BEL Bottieau: waza-ari kwartfinale: W van CAN Valois-Fortier: waza-ari halve finale: V van KOR Kim: waza-ari bronzen finale: W van JPN Nakai: waza-ari |
| Kirill Denisov      | -90kg (m)  | 5e        | 1ste ronde: W van MDA Remarenco: ippon 2de ronde: W van GBR Gordon: yuko kwartfinale: W van GRE Iliadis: yuko halve finale: V van CUB González: ippon bronzen finale: V van JPN Nishiyama: beslissing                         |
| Tagir Chajboelajev  | -100kg (m) | Goud      | 1ste ronde: W van BEL van der Geest: ippon 2de ronde: W van BLR Biadulin: waza-ari kwartfinale: W van CZE Krpálek: ippon halve finale: W van GER Peters: beslissing finale: W van MGL Tüvshinbayar: ippon                     |
| Alexander Mikhaylin | +100kg (m) | Zilver    | 1ste ronde: W van COD Mandembo: ippon 2de ronde: W van GBR Sherrington: yuko kwartfinale: W van BRA Silva: koka halve finale: W van GER Tölzer: yuko finale: V van FRA Riner: waza-ari                                        |
|                     |            |           | |
| Natalia Kondratieva | -48kg (v)  | 17e       | 1ste ronde: V van CUB Mestre Álvarez: waza-ari |
| Natalia Kuzyutina   | -52kg (v)  | 17e       | 1ste ronde: V van GER Tarangul: koka |
| Irina Zabludina     | -57kg (v)  | 7e        | 1ste ronde: vrij 2de ronde: W van CUB Lupetey: ippon kwartfinale: V van USA Malloy: waza-ari herkansingen: V van HUN Karakas: yuko                                                                                            |
| Vera Moskalyuk      | -78kg (v)  | 9e        | 1ste ronde: vrij 2de ronde: V van USA Harrison: ippon |
| Elena Ivashchenko   | +78kg (v)  | 7e        | 1ste ronde: vrij 2de ronde: W van PUR Mojica: ippon kwartfinale: V van CUB Ortiz: yuko herkansingen: V van UKR Kindzerska: yuko                                                                                               |

### Kanovaren
| Olympiër                                                           | Onderdeel     | Resultaat | Prestatie                                                                                             |
| Slalom                                                             | Slalom        | Slalom    | Slalom                                                                                                |
| ------------------------------------------------------------------ | ------------- | --------- | --- |
| Alexander Lipatov                                                  | C-1 (m)       | 12e       | voorronde: 10de run 1: 8ste in 96,13 run 2: 6de in 95,51 halve finale: 12de 109,49                    |
| Mikhail Kuznetsov Dmitry Larionov                                  | C-2 (m)       | 14e       | voorronde: 14de run 1: 11de in 112,36 run 2: 13de in 155,59                                           |
|                                                                    |               |           | |
| Marta Kharitonova                                                  | K-1 (v)       | 9e        | voorronde: 9de run 1: 9de in 108,85 run 2: 12de in 109,77 halve finale: 6de 111,44 finale: 9de 120,91 |
| Sprint                                                             |               |           | |
| Ivan Shtyl                                                         | C-1 200m (m)  | Zilver    | serie 2: 1ste in 41,378 halve finale 2: 1ste in 40,346 finale: 2de in 42,853                          |
| Ilya Shtokalov                                                     | C-1 1000m (m) | 8e        | serie 1: 3de in 4.04,109 halve finale 2: 3de in 3.53,305 finale: 8ste in 3.51,535                     |
| Alexey Korovashkov Ilya Pervukhin                                  | C-2 1000m (m) | Brons     | serie 1: 2de in 3.37,568 halve finale 1: 1ste in 3.36,456 finale: 3de in 3.36,414                     |
| Yevgeny Salakhov                                                   | K-1 200m (m)  | 5e        | serie 2: 4de in 35,652 halve finale 1: 4de in 36,312 finale: 5de in 36,825                            |
| Pavel Nikolaev                                                     | K-1 1000m (m) | 5e        | serie 1: 6de in 3.35,466                                                                              |
| Alexander Dyachenko Yuri Postrigay                                 | K-2 200m (m)  | Goud      | serie 1: 1ste in 32,321 halve finale 1: 1ste in 32,051 finale: 1ste in 33,507                         |
| Ilya Medvedev Anton Ryakhov                                        | K-2 1000m (m) | 6e        | serie 2: 6de in 3.21,086 halve finale 2: 2de in 3.12,901 finale: 6de in 3.12,047                      |
| Ilya Medvedev Anton Ryakhov Anton Vasilyev Oleg Zhestkov           | K-4 1000m (m) | 7e        | serie 2: 4de in 3.04,781 halve finale: 4de in 2.54,303 finale: 7de in 2.57,375                        |
|                                                                    |               |           | |
| Natalia Lobova                                                     | K-1 200m (v)  | 6e        | serie 1: 3de in 42,447 halve finale 2: 1ste in 41,413 finale: 6de in 45,961                           |
| Yuliana Salakhova                                                  | K-1 500m (v)  | 19e       | serie 2: 4de in 1.56,621 halve finale 3: 7de in 1.57,761                                              |
| Natalia Lobova Vera Sobetova                                       | K-2 500m (v)  | 15e       | serie 1: 2de in 1.45,710 halve finale 2: 6de in 1.44,660 finale B: 7de in 1.52,277                    |
| Yulia Kachalova Natalia Podolskaya Yuliana Salakhova Vera Sobetova | K-4 500m (v)  | 7e        | serie 2: 4de in 1.33,680 halve finale: 3de in 1.31,824 finale: 7de in 1.33,459                        |

### Moderne vijfkamp
| Olympiër                 | Onderdeel | Resultaat | Prestatie |
| ------------------------ | --------- | --------- | --- |
| Aleksander Lesun         | mannen    | 4e        | schermen: 2de met 25 overwinningen zwemmen: 14de in 2.04,29 paardensport: 23ste met 1112 punten atletiek/schietsport: 25ste in 11.05,83 totaal: 5764 punten |
| Andrey Moiseyev          | mannen    | 7e        | schermen: 5de met 22 overwinningen zwemmen: 10de in 2.02,71 paardensport: 13de met 1140 punten atletiek/schietsport: 24ste in 11.05,28 totaal: 5736 punten  |
|                          |           |           | |
| Yevdokiya Grechishnikova | vrouwen   | 35e       | schermen: 4de met 22 overwinningen zwemmen: 31ste in 2.26,75 paardensport: niet gefinisht atletiek/schietsport: 30ste in 12.59,87 totaal: 3852 punten       |
| Yekaterina Khuraskina    | vrouwen   | 17e       | schermen: 16de met 18 overwinningen zwemmen: 34ste in 2.29,07 paardensport: 7de met 1160 punten atletiek/schietsport: 22ste in 11.59,04 totaal: 5128 punten |

### Paardensport
| Olympiër         | Onderdeel   | Resultaat | Prestatie |
| Eventing         | Eventing    | Eventing  | Eventing |
| ---------------- | ----------- | --------- | --- |
| Andrei Korshunov | individueel | 53e       | dressuur: 74ste met 80,20 strafpunten cross-country: 46ste met 32,80 strafpunten springconcours: 53ste met 52 strafpunten totaal: 165,00 strafpunten |
| Mikhail Nastenko | individueel | 47e       | dressuur: 62ste met 59,80 strafpunten cross-country: 54ste met 52,00 strafpunten springconcours: 30ste met 2 strafpunten totaal: 113,80 strafpunten  |
| Springconcours   |             |           | |
| Vladimir Tuganov | individueel | 65e       | kwalificatie: 65ste 1ste ronde: 65ste met 10 strafpunten                                                                                             |

### Roeien
| Olympiër                                                               | Onderdeel       | Resultaat | Prestatie |
| ---------------------------------------------------------------------- | --------------- | --------- | --- |
| Sergey Fedorovtsev Nikita Morgachyov Vladislav Ryabtsev Aleksey Svirin | dubbel-vier (m) | 8e        | serie 1: 1ste in 5.42,26 halve finale 1: 5de in 6.13,61 finale B: 2de in 5.59,17                              |
|                                                                        |                 |           | |
| Yuliya Levina                                                          | skiff (v)       | 8e        | serie 5: 2de in 7.32,06 kwartfinale 3: 2de in 7.41,28 halve finale 1: 4de in 7.48,95 finale B: 3de in 7.49,22 |

### Schermen
| Olympiër                                                                  | Onderdeel       | Resultaat | Prestatie |
| ------------------------------------------------------------------------- | --------------- | --------- | --- |
| Pavel Sukhov                                                              | degen (m)       | 17e       | 1ste ronde: V van KOR Jung: 11-15 |
| Artur Akhmatkhuzin                                                        | floret (m)      | 9e        | 1ste ronde: vrij 2de ronde: W van GBR Kruse: 15-5 3de ronde: V van CHN Ma: 11-15 |
| Aleksey Cheremisinov                                                      | floret (m)      | 5e        | 1ste ronde: vrij 2de ronde: W van EGY Ayad: 15-8 3de ronde: W van USA Massialas: 15-6 kwartfinale: V van ITA Baldini: 5-15                                                                                     |
| Renal Ganeyev                                                             | floret (m)      | 17e       | 1ste ronde: vrij 2de ronde: V van GER Bachmann: 9-15 |
| Artur Akhmatkhuzin Aleksey Cheremisinov Renal Ganeyev Aleksey Khovanskiy  | floret team (m) | 5e        | 1ste ronde: V van Duitsland: 40-44 5-8ste plek: W van China: 45-40 5-6de plek: W van Groot-Brittannië: 45-35                                                                                                   |
| Nikolay Kovalev                                                           | sabel (m)       | Brons     | 1ste ronde: vrij 2de ronde: W van USA Williams: 15-12 3de ronde: W van KOR Won: 15-11 kwartfinale: W van GER Limbach: 15-12 halve finale: V van HUN Szilágyi: 7-15 bronzen finale: W van ROU Dumitrescu: 15-10 |
| Veniamin Reshetnikov                                                      | sabel (m)       | 17e       | 1ste ronde: vrij 2de ronde: V van USA Morehouse: 6-15 |
| Aleksey Yakimenko                                                         | sabel (m)       | 9e        | 1ste ronde: vrij 2de ronde: W van VEN Jansen: 15-4 3de ronde: W van USA Homer: 14-15 |
| Nikolay Kovalev Veniamin Reshetnikov Aleksey Yakimenko                    | sabel team (m)  | 4e        | 1ste ronde: W van Verenigde Staten: 45-33 halve finale: V van Roemenië: 43-45 bronzen finale: V van Italië: 40-45                                                                                              |
|                                                                           |                 |           | |
| Violetta Kolobova                                                         | degen (v)       | 17e       | 1ste ronde: vrij 2de ronde: V van GER Sozanska: 14-15 |
| Lyubov Shutova                                                            | degen (v)       | 17e       | 1ste ronde: vrij 2de ronde: V van UKR Shemyakina: 12-15 |
| Anna Sivkova                                                              | degen (v)       | 9e        | 1ste ronde: vrij 2de ronde: W van KOR Jung: 15-12 3de ronde: V van ROU Măroiu: 11-15 |
| Violetta Kolobova Tatiana Logunova Lyubov Shutova Anna Sivkova            | degen team (v)  | 4e        | 1ste ronde: W van Oekraïne: 45-34 halve finale: V van China: 19-20 bronzen finale: V van Verenigde Staten: 30-31                                                                                               |
| Inna Deriglazova                                                          | floret (v)      | 17e       | 1ste ronde: vrij 2de ronde: V van FRA Thibus: 8-15 |
| Kamilla Gafurzianova                                                      | floret (v)      | 9e        | 1ste ronde: vrij 2de ronde: W van POL Synoradzka: 15-8 3de ronde: V van ITA Errigo: 7-15 |
| Aida Shanayeva                                                            | floret (v)      | 17e       | 1ste ronde: vrij 2de ronde: V van KOR Jung: 14-15 |
| Inna Deriglazova Kamilla Gafurzianova Larisa Korobeynikova Aida Shanayeva | floret team (v) | Zilver    | 1ste ronde: W van Japan: 45-17 halve finale: W van Zuid-Korea: 44-32 finale: V van Italië: 31-45 |
| Yuliya Gavrilova                                                          | sabel (v)       | 17e       | 1ste ronde: W van KAZ Zhivitsa: 15-7 2de ronde: V van CHN Zhu: 11-15 |
| Sofya Velikaya                                                            | sabel (v)       | Zilver    | 1ste ronde: W van ALG Moutsoussamy: 15-6 2de ronde: W van VEN Benítez: 15-10 kwartfinale: W van USA Wozniak: 15-13 halve finale: W van UKR Kharlan: 15-12 finale: V van KOR Kim: 9-15                          |

### Schietsport
| Olympiër            | Onderdeel                  | Resultaat | Prestatie                                                                          |
| ------------------- | -------------------------- | --------- | ---------------------------------------------------------------------------------- |
| Aleksey Kamensky    | 10m luchtgeweer (m)        | 15e       | kwalificatie: 15de met 594 punten (99-100-100-99-96-100)                           |
| Aleksandr Sokolov   | 10m luchtgeweer (m)        | 20e       | kwalificatie: 20ste met 593 punten (99-100-96-99-100-99)                           |
| Artyom Khadzhibekov | 50m geweer 3 houdingen (m) | 16e       | kwalificatie: 16de met 1165 punten (399-377-389)                                   |
| Denis Sokolov       | 50m geweer 3 houdingen (m) | 18e       | kwalificatie: 18de met 1164 punten (396-375-393)                                   |
| Artyom Khadzhibekov | 50m geweer liggend (m)     | 12e       | kwalificatie: 12de met 595 punten (98-100-99-100-99-99)                            |
| Sergey Kovalenko    | 50m geweer liggend (m)     | 19e       | kwalificatie: 19de met 593 punten (99-98-100-98-100-98)                            |
| Vladimir Isakov     | 50m pistool (m)            | 10e       | kwalificatie: 10de met 559 punten (92-98-95-91-92-91)                              |
| Leonid Yekimov      | 50m pistool (m)            | 8e        | kwalificatie: 7de met 560 punten (94-93-94-95-95-89) finale: 8ste met 652,0 punten |
| Aleksey Klimov      | 25m snelvuurpistool (m)    | 4e        | kwalificatie: 1ste met 592 punten (294-298) (WR) finale: 4de met 23 punten         |
| Leonid Yekimov      | 25m snelvuurpistool (m)    | 8e        | kwalificatie: 8ste met 582 punten (289-293)                                        |
| Denis Kulakov       | 10m luchtpistool (m)       | 26e       | kwalificatie: 26ste met 575 punten (94-97-98-98-97-94-95)                          |
| Leonid Yekimov      | 10m luchtpistool (m)       | 10e       | kwalificatie: 10de met 582 punten (94-98-95-99-97-99)                              |
| Valery Shomin       | skeet (m)                  | 4e        | kwalificatie: 3de met 121 punten (23-24-24-25-25) finale: 4de met 144 punten       |
| Aleksey Alipov      | trap (m)                   | 13e       | kwalificatie: 13de met 120 punten (24-22-25-25-24)                                 |
| Maksim Kosaryev     | trap (m)                   | 9e        | kwalificatie: 9de met 121 punten (23-25-25-24-24)                                  |
| Vitaly Fokeyev      | dubbeltrap (m)             | 5e        | kwalificatie: 4de met 139 punten (44-48-47) finale: 5de met 184 punten             |
| Vasily Mosin        | dubbeltrap (m)             | Brons     | kwalificatie: 2de met 140 punten (48-45-47) finale: 3de met 185 punten             |
|                     |                            |           |                                                                                    |
| Lyubov Galkina      | 10m luchtgeweer (v)        | 10e       | kwalificatie: 10de met 396 punten (99-98-100-99)                                   |
| Darya Vdovina       | 10m luchtgeweer (v)        | 8e        | kwalificatie: 3de met 398 punten (100-99-100-99) finale: 8ste met 498,5 punten     |
| Lyubov Galkina      | 50m geweer 3 houdingen (v) | 28e       | kwalificatie: 28ste met 577 punten (191-194-192)                                   |
| Darya Vdovina       | 50m geweer 3 houdingen (v) | 7e        | kwalificatie: 3de met 585 punten (200-194-191) finale: 7de met 680,8 punten        |
| Anna Mastyanina     | 25m pistool (v)            | 24e       | kwalificatie: 24ste met 578 punten (286-292)                                       |
| Kira Mozgalova      | 25m pistool (v)            | 5e        | kwalificatie: 4de met 585 punten (289-296) finale: 5de met 786,9 punten            |
| Nataliya Paderina   | 10m luchtpistool (v)       | 37e       | kwalificatie: 37ste met 375 punten (93-94-95-93)                                   |
| Lyubov Yaskevich    | 10m luchtpistool (v)       | 4e        | kwalificatie: 8ste met 385 punten (96-96-94-99) finale: 5de met 786,9 punten       |
| Marina Belikova     | skeet (v)                  | 4e        | kwalificatie: 3de met 69 punten (24-23-22) finale: 4de met 144 punten              |
| Yelena Tkach        | trap (v)                   | 8e        | kwalificatie: 8ste met 70 punten (23-22-25)                                        |

### Schoonspringen
| Olympiër                       | Onderdeel               | Resultaat | Prestatie                                                                                           |
| ------------------------------ | ----------------------- | --------- | --------------------------------------------------------------------------------------------------- |
| Evgeny Kuznetsov               | 3m plank (m)            | 14e       | voorronde: 16de met 440,95 punten halve finale: 14de met 437,70 punten                              |
| Ilya Zakharov                  | 3m plank (m)            | Goud      | voorronde: 1ste met 507,65 punten halve finale: 2de met 505,60 punten finale: 1ste in 555,90 punten |
| Gleb Galperin                  | 10m toren (m)           | 16e       | voorronde: 16de met 445,60 punten halve finale: 16de met 453,80 punten                              |
| Viktor Minibaev                | 10m toren (m)           | 4e        | voorronde: 14de met 449,05 punten halve finale: 6de met 514,15 punten finale: 4de met 527,80 punten |
| Evgeny Kuznetsov Ilya Zakharov | 3m plank synchroon (m)  | Zilver    | 459,63 punten                                                                                       |
| Viktor Minibaev Ilya Zakharov  | 10m toren synchroon (m) | 6e        | 449,88 punten                                                                                       |
|                                |                         |           | |
| Nadezhda Bazhina               | 3m plank (v)            | 17e       | voorronde: 6de met 325,00 punten halve finale: 17de met 310,70 punten                               |
| Anastasia Pozdniakova          | 3m plank (v)            | 19e       | voorronde: 19de met 286,50 punten                                                                   |
| Yulia Koltunova                | 10m toren (v)           | 5e        | voorronde: 7de met 334,80 punten halve finale: 6de met 351,90 punten finale: 5de in 357,90 punten   |

### Synchroonzwemmen
| Olympiër | Onderdeel | Resultaat | Prestatie |
| --- | --------- | --------- | --- |
| Natalia Istsjenko Svetlana Romasjina | duet      | Goud      | technische routine: 1ste met 98,200 punten voorronde: 1ste met 196,800 punten finale: 1ste met 197,100 punten |
| Anastasia Davydova Maria Gromova Natalia Ischenko Elvira Khasyanova Daria Korobova Alexandra Patskevich Svetlana Romashina Alla Shishkina Angelika Timanina | team      | Goud      | technische routine: 1ste met 98,100 punten finale: 1ste met 197,030 punten                                    |

### Taekwondo
| Olympiër               | Onderdeel | Resultaat | Prestatie |
| ---------------------- | --------- | --------- | --- |
| Aleksey Denisenko      | -58kg (m) | Brons     | voorronde: W van CRC Oviedo: 5-2 kwartfinale: W van TPE Wei: 10-7 halve finale: V van KOR Lee: 6-7 bronzen finale: W van AUS Khalil: 3-1            |
| Gadzhi Umarov          | +80kg (m) | 11e       | voorronde: V van CAN Coulombe-Fortier: 3-7 |
|                        |           |           | |
| Kristina Kim           | -49kg (v) | 11e       | voorronde: V van THA Sonkham: 1-13 |
| Anastasia Baryshnikova | +67kg (v) | Brons     | voorronde: W van TUN Ben Hamza: 12-6 kwartfinale: W van SLO Vujinović: 11-9 halve finale: V van SRB Mandić: 3-11 bronzen finale: W van KOR Lee: 7-6 |

### Tafeltennis
| Olympiër                                         | Onderdeel     | Resultaat | Prestatie |
| ------------------------------------------------ | ------------- | --------- | --- |
| Alexander Shibaev                                | enkelspel (m) | 17e       | voorronde: vrij 1ste ronde: vrij 2de ronde: vrij 3de ronde: V van CRO Gaćina: 3-4 (6-11, 7-11, 11-9, 8-11, 11-8, 11-9, 8-11)                                            |
| Alexey Smirnov                                   | enkelspel (m) | 17e       | voorronde: vrij 1ste ronde: vrij 2de ronde: W van LAT Burģis: 4-0 (11-5, 11-5, 11-4, 11-9) 3de ronde: V van HKG Jiang: 1-4 (9-11, 5-11, 11-6, 10-12, 10-12)             |
| Alexander Shibaev Kirill Skachkov Alexey Smirnov | team (m)      | 9e        | 1ste ronde: V van China: 1-3 |
|                                                  |               |           | |
| Yana Noskova                                     | enkelspel (v) | 49e       | voorronde: vrij 1ste ronde: V van EGY Meshref: 3-4 (10-12, 11-8, 11-4, 11-9, 12-14, 9-11, 9-11)                                                                         |
| Anna Tikhomirova                                 | enkelspel (v) | 17e       | voorronde: vrij 1ste ronde: vrij 2de ronde: W van ITA Tan: 4-3 (6-11, 11-6, 11-8, 12-14, 8-11, 11-6, 12-10) 3de ronde: V van JPN Fukuhara: 0-4 (7-11, 8-11, 9-11, 3-11) |

### Tennis
| Olympiër                           | Onderdeel      | Resultaat | Prestatie |
| ---------------------------------- | -------------- | --------- | --- |
| Alex Bogomolov jr.                 | enkelspel (m)  | 17e       | 1ste ronde: W van ARG Berlocq: 7-5, 7-6(5) 2de ronde: V van ESP Almagro: 2-6, 2-6 |
| Nikolaj Davydenko                  | enkelspel (m)  | 17e       | 1ste ronde: W van CZE Štěpánek: 6-4, 6-3 2de ronde: V van JPN Nishikori: 6-4, 4-6, 1-6 |
| Michail Joezjny                    | enkelspel (m)  | 33e       | 1ste ronde: V van FRA Benneteau: 5-7, 3-6 |
| Dmitri Toersoenov                  | enkelspel (m)  | 33e       | 1ste ronde: V ESP López: 7-6(5), 2-6, 7-9 |
| Nikolaj Davydenko Michail Joezjny  | dubbelspel (m) | 9e        | 1ste ronde: W van GER Kas/Petzschner: 7-5, 7-5 2de ronde: V van USA B Bryan/M Bryan 6-7(4), 6-7(10) |
|                                    |                |           | |
| Maria Kirilenko                    | enkelspel (v)  | 4e        | 1ste ronde: W van COL Duque Mariño: 6-0, 1-1 opgave 2de ronde: W van GBR Watson: 6-3, 6-2 3de ronde: W van GER Görges: 7-6(5), 6-3 kwartfinale: W van CZE Kvitová: 7-6(3), 6-3 halve finale: V van RUS Sjarapova: 2-6, 3-6 bronzen finale: V van BLR Azarenka: 3-6, 4-6           |
| Nadja Petrova                      | enkelspel (v)  | 9e        | 1ste ronde: W van CHN Zheng: 6-4, 7-6(7) 2de ronde: W van GEO Tatishvili: 6-3, 6-7(5), 6-2 3de ronde: V van BLR Azarenka: 6-7(8), 4-6 |
| Maria Sjarapova                    | enkelspel (v)  | Zilver    | 1ste ronde: W van IRL Peer: 6-2, 6-0 2de ronde: W van GBR Robson: 7-5(5), 6-3 3de ronde: W van GER Lisicki: 6-7(10), 6-4, 6-3 kwartfinale: W van BEL Clijsters: 6-2, 7-5 halve finale: W van RUS Kirilenko: 6-2, 6-3 finale: V van USA S Williams: 0-6, 1-6                       |
| Vera Zvonarjova                    | enkelspel (v)  | 9e        | 1ste ronde: W van SWE Arvidsson: 7-6(3), 6-4 2de ronde: W van ITA Schiavone: 6-3, 6-3 3de ronde: V USA S Williams: 1-6, 0-6 |
| Maria Kirilenko Vera Zvonarjova    | dubbelspel (v) | Brons     | 1ste ronde: W van POL Jans-Ignacik/Rosolka: 6-7(5), 6-3, 6-2 2de ronde: W van KAZ Sjvedova/Voskobojeva: 6-3, 6-2 kwartfinale: W van CHN Peng/Zheng: 7-5, 6-7(4), 6-4 halve finale: V van USA S Williams/V Williams: 5-7, 4-6 bronzen finale: W van USA Huber/Raymond: 6-1, 7-6(2) |
| Jekaterina Makarova Jelena Vesnina | dubbelspel (v) | 5e        | 1ste ronde: W van AUS Gajdošová/Rodionova: 6-1, 6-4 2de ronde: W van GER Görges/Grönefeld: 6-2, 6-1 kwartfinale: V van USA Huber/Raymond: 3-6, 3-6 |
|                                    |                |           | |
| Jelena Vesnina Michail Joezjny     | dubbelspel (g) | 9e        | 1ste ronde: V van ARG Dulko/del Potro: 3-6, 5-7 |

### Triatlon
| Olympiër              | Onderdeel | Resultaat | Prestatie |
| --------------------- | --------- | --------- | --------- |
| Alexander Bryukhankov | mannen    | 7e        | 1:47.35   |
| Dmitry Polyanski      | mannen    | 21e       | 1:49.24   |
| Ivan Vasiliev         | mannen    | 13e       | 1:47.35   |
|                       |           |           |           |
| Irina Abysova         | vrouwen   | 13e       | 2:01.52   |
| Alexandra Razarenova  | vrouwen   | 47e       | 2:09.11   |

### Volleybal

#### Beach
| Olympiër                             | Onderdeel | Resultaat | Prestatie |
| ------------------------------------ | --------- | --------- | --- |
| Sergey Prokopyev Konstantin Semenov  | mannen    | 9e        | groep C: 3de V van GER Brink/Reckermann: 0-2 (19-21, 17-21) W van CHN Wu/Xu: 2-1 (29-27, 17-21, 15-12) V van SUI Chevallier/Heyer: 1-2 (26-28, 21-18, 13-15) 2de ronde: V van USA Gibb/Rosenthal: 0-2 (14-21, 20-22)                            |
|                                      |           |           | |
| Ekaterina Khomyakova Evgenia Ukolova | vrouwen   | 9e        | groep F: 1ste V van ITA Cicolari/Menegatti: 1-2 (21-17, 18-21, 8-15) W van GBR Mullin/Dampney: 2-0 (25-23, 21-13) W van CAN Lessard/Martin: 2-1 (21-18, 28-30, 15-13) 2de ronde: V van CHN Xue/Zhang: 0-2 (12-21, 11-21)                        |
| Anastasia Vasina Anna Vozakova       | vrouwen   | 9e        | groep B: 1ste V van SUI Kuhn/Zumkehr: 2-1 (21-17, 19-21, 15-9) V van GRE Tsiartsiani/Arvaninti: 1-2 (21-18, 13-21, 12-15) W van CHN Xue/Zhang: 2-1 (18-21, 21-14, 16-14) 2de ronde: V van AUT D Schwaiger/S Schwaiger: 1-2 (17-21, 21-16, 9-15) |

#### Indoor
Mannen
| Olympiër | Onderdeel | Resultaat | Prestatie |
| --- | --------- | --------- | --- |
| Nikolay Apalikov Yury Berezhko Aleksandr Butko Sergey Grankin Dmitriy Ilinikh Taras Khtey Maxim Mikhaylov Dmitriy Muserskiy Aleksey Obmochaev Aleksandr Sokolov Sergey Tetyukhin Aleksandr Volkov | mannen    | Goud      | groep B: 3de W van Duitsland: 3-0 (31-29, 25-18, 25-17) V van Brazilië: 0-3 (21-25, 23-25, 21-25) W van Tunesië: 3-0 (25-21, 25-15, 25-23) W van Verenigde Staten: 3-2 (27-29, 19-25, 26-24, 25-16, 15-8) W van Servië: 3-0 (25-15, 25-20, 25-17) kwartfinale: W van Polen: 3-0 (25-17, 25-23, 25-21) halve finale: W van Bulgarije: 3-1 (25-21, 25-15, 23-25, 25-23) finale: W van Brazilië: 3-2 (19-25, 20-25, 29-27, 25-22, 15-9) |

| Groep B |                  |             |             |             |             |             |             |        |        |        |        |
| #       | Land             | Wedstrijden | Wedstrijden | Wedstrijden | Wedstrijden | Wedstrijden | Wedstrijden | Punten | Punten | Punten | Punten |
| #       | Land             | G           | W           | V           | SW          | SV          | SR          | SPW    | SPL    | Saldo  | Punten |
| 1       | Verenigde Staten | 5           | 4           | 1           | 14          | 4           | +10         | 427    | 370    | +57    | 13     |
| 2       | Brazilië         | 5           | 4           | 1           | 13          | 5           | +8          | 418    | 379    | +39    | 11     |
| 3       | Rusland          | 5           | 4           | 1           | 12          | 5           | +7          | 408    | 352    | +56    | 11     |
| 4       | Duitsland        | 5           | 2           | 3           | 6           | 11          | -5          | 379    | 388    | -9     | 5      |
| 5       | Servië           | 5           | 1           | 4           | 7           | 13          | -6          | 413    | 455    | -42    | 5      |
| 6       | Tunesië          | 5           | 0           | 5           | 1           | 15          | -14         | 294    | 395    | -101   | 0      |

| Ronde        | Datum  | Plaats    | Land | Score            | Land |
| ------------ | ------ | --------- | ---- | ---------------- | ---- |
| Groepsfase   |        |           |      |                  |      |
| 29 juli      | Londen | Rusland   | 3-0  | Duitsland        |      |
| 31 juli      | Londen | Brazilië  | 3-0  | Rusland          |      |
| 2 augustus   | Londen | Rusland   | 3-0  | Tunesië          |      |
| 4 augustus   | Londen | Rusland   | 3-2  | Verenigde Staten |      |
| 6 augustus   | Londen | Rusland   | 3-0  | Servië           |      |
| Kwartfinale  |        |           |      |                  |      |
| 8 augustus   | Londen | Polen     | 0-3  | Rusland          |      |
| Halve finale |        |           |      |                  |      |
| 10 augustus  | Londen | Bulgarije | 1-3  | Rusland          |      |
| Finale       |        |           |      |                  |      |
| 12 augustus  | Londen | Rusland   | 3-2  | Brazilië         |      |

Vrouwen
| Olympiër | Onderdeel | Resultaat | Prestatie |
| --- | --------- | --------- | --- |
| Mariya Borisenko Yevgeniya Estes Yekaterina Gamova Tatyana Kosheleva Svetlana Kryuchkova Anna Matiyenko Yuliya Merkulova Nataliya Obmochayeva Mariya Perepyolkina Lyubov Shashkova Yevgeniya Startseva Yekaterina Ulanova | vrouwen   | 5e        | groep A: 1ste W van Groot-Brittannië: 3-0 (25-19, 25-10, 25-16) W van Dominicaanse Republiek: 3-1 (25-23, 25-15, 24-26, 25-22) W van Algerije: 3-0 (25-7, 25-14, 25-15) W van Japan: 3-1 (27-25, 25-17, 20-25, 25-19) W van Italië: 3-2 (26-28, 25-19, 22-25, 25-16, 15-11) kwartfinale: V van Brazilië: 2-3 (26-24, 22-25, 25-19, 22-25, 19-21) |

| Groep A |                        |             |             |             |      |      |       |           |           |           |        |
| #       | Land                   | Wedstrijden | Wedstrijden | Wedstrijden | Sets | Sets | Sets  | Setpunten | Setpunten | Setpunten | Punten |
| #       | Land                   | G           | W           | V           | V    | T    | Saldo | V         | T         | Saldo     | Punten |
| 1       | Rusland                | 5           | 5           | 0           | 15   | 4    | +11   | 459       | 352       | +107      | 14     |
| 2       | Italië                 | 5           | 4           | 1           | 14   | 5    | +11   | 442       | 368       | +74       | 13     |
| 3       | Japan                  | 5           | 3           | 2           | 11   | 6    | +5    | 401       | 335       | +66       | 9      |
| 4       | Dominicaanse Republiek | 5           | 2           | 3           | 8    | 9    | -3    | 374       | 362       | -12       | 6      |
| 5       | Groot-Brittannië       | 5           | 1           | 4           | 3    | 14   | -11   | 296       | 396       | -101      | 2      |
| 6       | Algerije               | 5           | 0           | 5           | 2    | 15   | -13   | 252       | 410       | -158      | 1      |

| Ronde       | Datum  | Plaats                 | Land | Score    | Land |
| ----------- | ------ | ---------------------- | ---- | -------- | ---- |
| Groepsfase  |        |                        |      |          |      |
| 28 juli     | Londen | Groot-Brittannië       | 0-3  | Rusland  |      |
| 30 juli     | Londen | Dominicaanse Republiek | 1-3  | Rusland  |      |
| 1 augustus  | Londen | Algerije               | 0-3  | Rusland  |      |
| 3 augustus  | Londen | Japan                  | 1-3  | Rusland  |      |
| 5 augustus  | Londen | Italië                 | 2-3  | Rusland  |      |
| Kwartfinale |        |                        |      |          |      |
| 7 augustus  | Londen | Rusland                | 3-2  | Brazilië |      |

### Waterpolo
| Olympiër | Onderdeel | Resultaat | Prestatie |
| --- | --------- | --------- | --- |
| Aleksandra Antonova Diana Antonova Olga Belova Olga Belyayeva Nadezhda Fedotova Yevgeniya Ivanova Anna Karnaukh Sofya Konukh Mariya Kovtunovskaya Yekaterina Lisunova Yekaterina Prokofyeva Yevgeniya Soboleva Yekaterina Tankeyeva | vrouwen   | 6e        | groep B: 2de W van Groot-Brittannië: 7-6 W van Italië: 7-4 V van Australië: 8-11 kwartfinale: V van Hongarije: 10-11 5-8ste plek: W van Groot-Brittannië: 11-9 5-6de plek: V van China: 15-16 |

| Groep B |                  |             |             |             |             |        |        |        |        |
| #       | Land             | Wedstrijden | Wedstrijden | Wedstrijden | Wedstrijden | Punten | Punten | Punten | Punten |
| #       | Land             | G           | W           | G           | V           | V      | T      | Saldo  | Punten |
| 1       | Australië        | 3           | 3           | 0           | 0           | 37     | 19     | +18    | 6      |
| 2       | Rusland          | 3           | 2           | 0           | 1           | 22     | 21     | +1     | 4      |
| 3       | Italië           | 3           | 1           | 0           | 2           | 22     | 22     | +0     | 2      |
| 4       | Groot-Brittannië | 3           | 0           | 0           | 3           | 14     | 33     | −19    | 0      |

| Ronde       | Datum  | Plaats           | Land  | Score            | Land |
| ----------- | ------ | ---------------- | ----- | ---------------- | ---- |
| Groepsfase  |        |                  |       |                  |      |
| 30 juli     | Londen | Groot-Brittannië | 6-7   | Rusland          |      |
| 1 augustus  | Londen | Italië           | 4-7   | Rusland          |      |
| 3 augustus  | Londen | Rusland          | 8-11  | Australië        |      |
| Kwartfinale |        |                  |       |                  |      |
| 5 augustus  | Londen | Hongarije        | 11-10 | Rusland          |      |
| 5-8ste plek |        |                  |       |                  |      |
| 7 augustus  | Londen | Rusland          | 11-9  | Groot-Brittannië |      |
| 5-6de plek  |        |                  |       |                  |      |
| 9 augustus  | Londen | China            | 16-15 | Rusland          |      |

### Wielersport
| Olympiër                                                   | Onderdeel                | Resultaat | Prestatie |
| Baan                                                       | Baan                     | Baan      | Baan |
| ---------------------------------------------------------- | ------------------------ | --------- | --- |
| Denis Dmitrjev                                             | sprint (m)               | 12e       | kwalificatie: 6de in 10,088 1ste ronde: W van POL Zieliński: 10,690 2de ronde: W van MAS Awang: 10,278 kwartfinale: V van PHI Phillip: 0-2 5-8ste plek: 1ste                      |
| Denis Dmitrjev                                             | keirin (m)               | 15e       | 1ste ronde: 5de herkansingen: 5de |
| Sergei Borisov Denis Dmitrjev Nikita Shurshin              | teamsprint (m)           | 7e        | kwalificatie: 4de in 43,681 halve finale: 7de in 43,909 |
| Artoer Jersjov Ivan Kovalev Aleksej Markov Aleksandr Serov | ploegenachtervolging (m) | 4e        | kwalificatie: 5de in 3.59,264 1ste ronde: 4de in 3.57,237 bronzen finale: V van Nieuw-Zeeland: 3.58,282                                                                           |
|                                                            |                          |           | |
| Victoria Baranova                                          | sprint (v)               | 15e       | kwalificatie: 18de in 11,649 1ste ronde: V van GBR Pendleton herkansingen: 3de |
| Ekaterina Gnidenko                                         | keirin (v)               | DSQ       | 1ste ronde: 2de 2de ronde: 4de |
| Evgenia Romanyuta                                          | omnium (v)               | 10e       | vliegende ronde: 15de in 14,909 puntenkoers: 6de met 24 punten afvalling: 4de individuele achtervolging: 10de in 3.42,301 scratch: 10de tijdrit: 16de in 37,308 totaal: 61 punten |
| Mountainbike                                               |                          |           | |
| Evgeny Pechenin                                            | mannen                   | 37e       | 1:41.40 |
|                                                            |                          |           | |
| Irina Kalentjeva                                           | vrouwen                  | 4e        | 1:32.33 |
| Weg                                                        |                          |           | |
| Denis Mensjov                                              | tijdrit (m)              | 20e       | 54.59,26 |
| Vladimir Isaichev                                          | wegwedstrijd (m)         | 51e       | 5:46.37 |
| Aleksandr Kolobnev                                         | wegwedstrijd (m)         | 23e       | 5:46.05 |
| Denis Mensjov                                              | wegwedstrijd (m)         | 97e       | 5:46.51 |
|                                                            |                          |           | |
| Tatjana Antosjina                                          | tijdrit (v)              | 12e       | 40.12,49 |
| Olga Zabelinskaya                                          | tijdrit (v)              | Brons     | 37.57,35 |
| Tatjana Antosjina                                          | wegwedstrijd (v)         | 25e       | 3:35.56 |
| Larisa Pankova                                             | wegwedstrijd (v)         | 38e       | 3:37.22 |
| Olga Zabelinskaya                                          | wegwedstrijd (v)         | Brons     | 3:35.31 |

### Worstelen
| Olympiër              | Onderdeel   | Resultaat   | Prestatie |
| Vrije stijl           | Vrije stijl | Vrije stijl | Vrije stijl |
| --------------------- | ----------- | ----------- | --- |
| Dzjamal Otarsoeltanov | -55kg (m)   | Goud        | kwalificatie: vrij 1ste ronde: W van NAM Shilimela: 3-0 kwartfinale: W van PRK Yang: 3-1 halve finale: W van KAZ Niyazbekov: 3-1 finale: W van GEO Khinchegashvili: 3-1                             |
| Besik Kudukhov        | -60kg (m)   | Zilver      | kwalificatie: W van PUR Gómez: 3-1 1ste ronde: W van IND Dutt: 3-0 kwartfinale: W van IRI Esmaeilpour: 3-1 halve finale: W van PRK Ri: 3-0 finale: V van AZE Asgarov: 1-3                           |
| Alan Gogaev           | -66kg (m)   | 16e         | kwalificatie: V van TJK Yusupov: 0-3 |
| Denis Tsargoesj       | -74kg (m)   | Brons       | kwalificatie: vrij 1ste ronde: W van AZE Aliyev: 3-1 kwartfinale: W van GEO Khutsishvili: 3-0 halve finale: V van USA Burroughs: 1-3 bronzen finale: W van CAN Gentry: 3-0                          |
| Anzor Urishev         | -84kg (m)   | 8e          | kwalificatie: vrij 1ste ronde: W van UKR Aldatov: 3-1 kwartfinale: V van IRI Lashgari: 1-3 |
| Abdusalam Gadisov     | -96kg (m)   | 9e          | kwalificatie: W van KAZ Tigiyev: 3-1 1ste ronde: V van IRI Yazadani: 1-3 |
| Biljal Machov         | -120kg (m)  | Goud        | kwalificatie: W van AZE Magomedov: 3-0 1ste ronde: W van TUR Akgül: 3-0 kwartfinale: W van MGL Chuluunbat: 3-1 halve finale: V van GEO Modzmanashvili: 1-3 bronzen finale: W van KAZ Shabanbay: 3-1 |
|                       |             |             | |
| Valeria Zholobova     | -55kg (v)   | 5e          | kwalificatie: W van VEN Andrades: 3-0 1ste ronde: W van BRA Silva: 3-1 kwartfinale: W van SWE Mattsson: 3-1 halve finale: V van JPN Yoshida: 0-3 bronzen finale: V van AZE Ratkevich: 1-3           |
| Loebov Volosova       | -63kg (v)   | Brons       | kwalificatie: W van GUM Dunn: 5-0 1ste ronde: W van CAN Dugrenier: 3-1 kwartfinale: W van UKR Tkach: 3-1 halve finale: V van CHN Jing: 1-3 bronzen finale: W van POL Michalik: 1-3                  |
| Natalja Vorobjeva     | -72kg (v)   | Goud        | kwalificatie: vrij 1ste ronde: W van UKR Burmistrova: 3-0 kwartfinale: W van KAZ Manyurova: 5-0 halve finale: W van CHN Wang: 5-0 finale: W van BUL Zlateva: 5-0                                    |
| Grieks-Romeins        |             |             | |
| Mingijan Semenov      | -55kg (m)   | Brons       | kwalificatie: V van AZE Bayramov: 0-3 herkansingen: W van USA Mango: 3-1 herkansingen 2: W van CHN Li: 3-0 bronzen finale: W van KOR Choi: 3-1                                                      |
| Zaoer Koeramagomedov  | -60kg (m)   | Brons       | kwalificatie: vrij 1ste ronde: W van ALG Benaissa: 3-0 kwartfinale: V van GEO Lashkhi: 0-3 herkansingen: vrij herkansingen 2: W van EGY Abdelmoneim: 3-1 bronzen finale: W van AZE Aliyev: 3-0      |
| Roman Vlasov          | -74kg (m)   | Goud        | kwalificatie: vrij 1ste ronde: W van DEN Madesn: 3-1 kwartfinale: W van FRA Guénot: 3-1 halve finale: W van LTU Kazakevič: 3-0 finale: W van ARM Julfalakyan: 3-0                                   |
| Alan Choegajev        | -84kg (m)   | Goud        | kwalificatie: vrij 1ste ronde: W van BLR Selimau: 3-0 kwartfinale: W van KAZ Gadzhiyev: 3-0 halve finale: W van GEO Gegeshidze: 3-1 finale: W van EGY Gaber: 3-0                                    |
| Roestam Totrov        | -96kg (m)   | Zilver      | kwalificatie: vrij 1ste ronde: W van AZE Gadabadze: 3-1 kwartfinale: W van SWE Lidberg: 3-0 halve finale: W van BLR Dzeinichenka: 3-0 finale: V van IRI Rezaei: 0-3                                 |
| Khasan Baroev         | -120kg (m)  | 14e         | kwalificatie: V van ARM Patrikeyev: 1-3 |

### Zeilen
| Olympiër                                        | Onderdeel        | Resultaat | Prestatie |
| ----------------------------------------------- | ---------------- | --------- | --- |
| Dmitry Polishchuk                               | RS:X (m)         | 20e       | 167 punten: (17-5-19-24-27-6-15-26-39-28)                                                                                   |
| Igor Lisovenko                                  | laser (m)        | 27e       | 231 punten: (28-40-36-22-24-19-25-16-28-33)                                                                                 |
| Eduard Skornyakov                               | finn (m)         | 17e       | 153 punten: (13-8-22-15-19-21-16-16-22-22)                                                                                  |
| Maksim Sheremetyev Mikhail Sheremetyev          | 470 (m)          | 17e       | 130 punten: (21-18-14-13-5-20-4-25-18-17)                                                                                   |
|                                                 |                  |           | |
| Tatiana Bazyuk                                  | RS:X (v)         | 25e       | 208 punten: (27-25-DNF-16-24-23-24-22-23-24)                                                                                |
| Svetlana Shnitko                                | laser radial (v) | 34e       | 279 punten: (27-25-DNF-16-24-23-24-22-23-24)                                                                                |
|                                                 |                  |           | |
| Yelena Oblova Yekaterina Skudina Yelena Syuzeva | elliot 6m        | 4e        | groepsfase: 2de kwartfinale: W van Groot-Brittannië: 3-2 halve finale: V van Spanje: 1-2 bronzen finale: V van Finland: 1-3 |

### Zwemmen
| Olympiër                                                                                      | Onderdeel             | Resultaat | Prestatie                                                                          |
| --------------------------------------------------------------------------------------------- | --------------------- | --------- | ---------------------------------------------------------------------------------- |
| Sergey Fesikov                                                                                | 50m vrije slag (m)    | 21e       | serie 8: 7de in 22,42                                                              |
| Andrey Grechin                                                                                | 50m vrije slag (m)    | 10e       | serie 6: 3de in 22,09 halve finale 2: 5de in 21,98                                 |
| Dan Izotov                                                                                    | 100m vrije slag (m)   | DNS       | serie 6: niet gestart                                                              |
| Nikita Lobintsev                                                                              | 100m vrije slag (m)   | 8e        | serie 6: 4de in 48,60 halve finale 1: 3de in 48,38 finale: 8ste in 48,44           |
| Dan Izotov                                                                                    | 200m vrije slag (m)   | 8e        | serie 4: 1ste in 1.46,61 halve finale 1: 4de in 1.46,65 finale: 8ste in 1.47,75    |
| Artyom Lobuzov                                                                                | 200m vrije slag (m)   | 16e       | serie 6: 6de in 1.47,91 halve finale 2: 8ste in 1.48,26                            |
| Yegor Degtyaryov                                                                              | 400m vrije slag (m)   | 20e       | serie 2: 6de in 3.52,33                                                            |
| Vladimir Mozorov                                                                              | 100m rugslag (m)      | 17e       | serie 4: 3de in 54,01                                                              |
| Arkady Vyatchanin                                                                             | 100m rugslag (m)      | 9e        | serie 5: 3de in 54,01 halve finale 1: 4de in 53,79                                 |
| Anton Anchin                                                                                  | 200m rugslag (m)      | 23e       | serie 5: 7de in 1.59,49                                                            |
| Arkady Vyatchanin                                                                             | 200m rugslag (m)      | 17e       | serie 3: 6de in 1.58,69                                                            |
| Roman Sludnov                                                                                 | 100m schoolslag (m)   | 27e       | serie 6: 8ste in 1.01,47                                                           |
| Vyacheslav Sinkevich                                                                          | 200m schoolslag (m)   | 10e       | serie 4: 3de in 2.10,48 halve finale 2: 6de in 2.09,90                             |
| Yevgeny Korotyshkin                                                                           | 100m vlinderslag (m)  | Zilver    | serie 3: 1ste in 51,84 halve finale 2: 5de in 51,85 finale: 2de in 51,44           |
| Nikolay Skvortsov                                                                             | 100m vlinderslag (m)  | 10e       | serie 6: 5de in 52,12 halve finale 2: 7de in 52,03                                 |
| Nikolay Skvortsov                                                                             | 200m vlinderslag (m)  | 14e       | serie 4: 4de in 1.56,76 halve finale 2: 8ste in 1.56,53                            |
| Nikolay Skvortsov                                                                             | 200m wisselslag (m)   | 24e       | serie 2: 4de in 2.01,00                                                            |
| Nikolay Skvortsov                                                                             | 400m wisselslag (m)   | 21e       | serie 3: 5de in 4.18,12                                                            |
| Sergey Fesikov Andrey Grechin Danila Izotov Yevgeny Lagunov Nikita Lobintsev Vladimir Morozov | 4x100m vrije slag (m) | Brons     | serie 2: 3de in 3.12,77 finale: 3de in 3.11,41                                     |
| Yevgeny Lagunov Artyom Lobuzov Mikhail Polishchuk Aleksandr Sukhorukov                        | 4x200m vrije slag (m) | 10e       | serie 2: 5de in 7.11,86                                                            |
| Andrey Grechin Vladimir Mozorov Vyacheslav Sinkevich Nikolay Skvortsov                        | 4x100m wisselslag (m) | 12e       | serie 1: 6de in 3.34,94                                                            |
| Sergey Bolshakov                                                                              | 10km open water (m)   | 6e        | 1:50.40,1                                                                          |
| Vladimir Dyatchin                                                                             | 10km open water (m)   | 7e        | 1:50.42,8                                                                          |
|                                                                                               |                       |           |                                                                                    |
| Veronika Popova                                                                               | 100m vrije slag (v)   | 17e       | serie 7: 6de in 54,66                                                              |
| Veronika Popova                                                                               | 200m vrije slag (v)   | 6e        | serie 3: 3de in 1.57,79 halve finale 1: 4de in 1.56,84 (NR) finale: 6de in 1.57,25 |
| Yelena Sokolova                                                                               | 400m vrije slag (v)   | 25e       | serie 5: 8ste in 4.12,19                                                           |
| Yelena Sokolova                                                                               | 800m vrije slag (v)   | 26e       | serie 3: 7de in 8.42,73                                                            |
| Anastasiya Zuyeva                                                                             | 100m rugslag (v)      | 4e        | serie 5: 1ste in 59,88 halve finale 2: 3de in 59,68 finale: 4de in 59,00           |
| Anastasiya Zuyeva                                                                             | 200m rugslag (v)      | Zilver    | serie 3: 4de in 2.09,36 halve finale 1: 3de in 2.07,88 finale: 2de in 2.05,92      |
| Darya Deyeva                                                                                  | 100m schoolslag (v)   | 23e       | serie 6: 7de in 1.08,44                                                            |
| Yuliya Yefimova                                                                               | 100m schoolslag (v)   | 7e        | serie 6: 2de in 1.06,51 halve finale 2: 2de in 1.06,57 finale: 7de in 1.06,98      |
| Anastasiya Chaun                                                                              | 200m schoolslag (v)   | 12e       | serie 5: 4de in 2.25,39 halve finale 2: 6de in 2.26,08                             |
| Yuliya Yefimova                                                                               | 200m schoolslag (v)   | Brons     | serie 4: 4de in 2.26,83 halve finale 1: 2de in 2.23,02 finale: 3de in 2.20,92 (ER) |
| Irina Bespalova                                                                               | 100m vlinderslag (v)  | 19e       | serie 3: 1ste in 58,79                                                             |
| Yekaterina Andreyeva                                                                          | 200m wisselslag (v)   | 34e       | serie 5: 8ste in 2.17,84                                                           |
| Yana Martynova                                                                                | 400m wisselslag (v)   | 24e       | serie 3: 7de in 4.45,94                                                            |
| Viktoriya Andreyeva Nataliya Lovtsova Margarita Nesterova Veronika Popova                     | 4x100m vrije slag (v) | 10e       | serie 1: 6de in 3.39,59                                                            |
| Mariya Baklakova Darya Belyakina Veronika Popova Yelena Sokolova                              | 4x200m vrije slag (v) | 15e       | serie 1: 7de in 7.56,50                                                            |
| Irina Bespalova Mariya Gromova Veronika Popova Yuliya Yefimova Anastasiya Zuyeva              | 4x100m wisselslag (m) | 14e       | serie 1: 3de in 3.59,57 finale: 4de in 3.56,03 (NR)                                |
| Anna Guseva                                                                                   | 10km open water (v)   | 9e        | 1:58.53,0                                                                          |